# A 2008–2009-es gazdasági világválság kronológiája
Az alábbi cikk a 2008-ban kirobbant gazdasági világválság lefolyását mutatja be kronologikusan.

## A válság lefolyása Magyarországon és a nagyvilágban

### 2007
Nagy ingatlanirodák mentek csődbe, majd magukkal rántották a nekik hitelező bankokat is. Az amerikai jelzáloghitel-válság egyik első nagy áldozata a KB Home ingatlanfejlesztő cég, amelyet 2007 utolsó negyedévében 773 millió dollár veszteség ért. További vesztesei a Citigroup, a Merrill Lynch, a UBS AG, a HSBC, IKB Deutsche, Royal Bank of Scotland, Morgan Stanley, Credit Suisse, JPMorgan Chase és a Bank of America bankok. Az Amerikai Egyesült Államok második legnagyobb bankjának nyeresége 95%-kal csökkent a negyedik negyedévben az egy évvel korábbihoz képest. Az amerikai pénzügyminisztérium tárgyalásain a Citigroup, a JPMorgan Chase és a Bank of America vezetői vettek részt 2007 októberében, az alaphoz más bankok, illetve befektetési alapok is csatlakoztak.
- 2007. március 13.: Becsődölt a New Century Financial amerikai jelzálogbank.

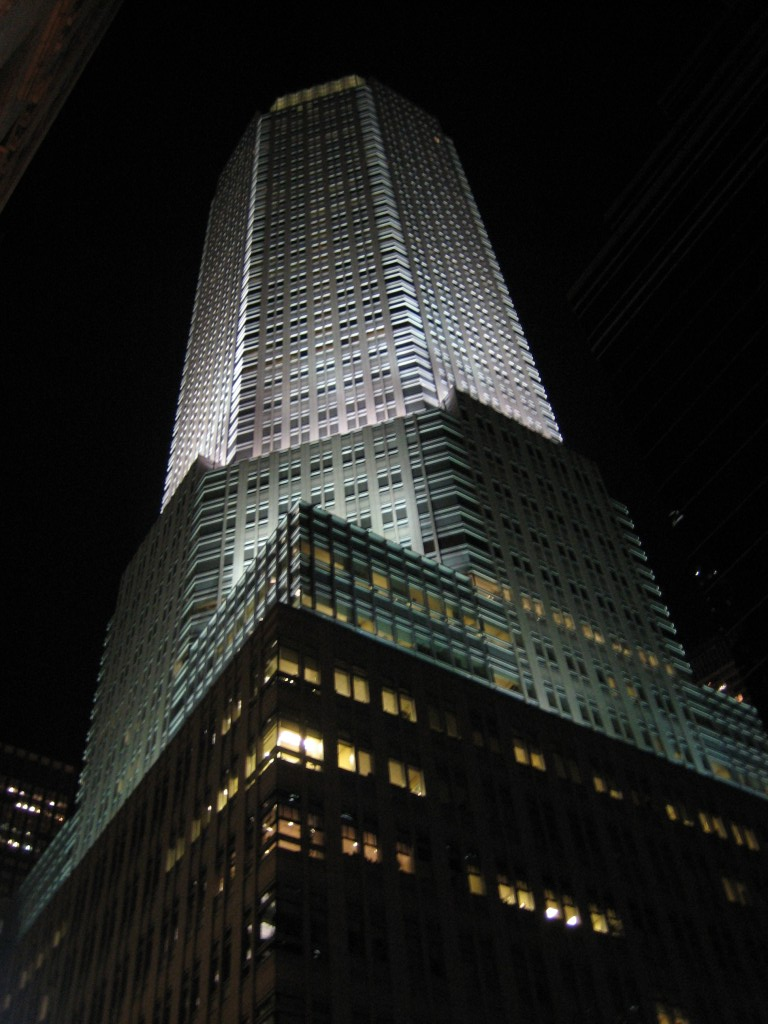
Bear Stearns, 383 Madison Street, New York

- 2007. július 31.: A Bear Stearns bejelentette, hogy két alapja gyakorlatilag elvesztette az értékét. Az év végén 233 millió dollárt adózott, ez 89%-kal kevesebb, mint az előző évben (akkor 2,054 milliárd dollárt).[1] 2008. március 18-án a JP Morgan mindössze 120 millió fontért felvásárolta a bankot.
- 2007. augusztus 9.: Ekkor mutatkoznak meg Európában a válság első jelei: a BNP Paribas három alapjának függesztette fel a működését,[2] ezután kétmilliárd dollár veszteség éri. Augusztus 13-án az Európai Központi Bank, a Fed és a japán jegybank pénzt injektál a pénzpiacba.[3]

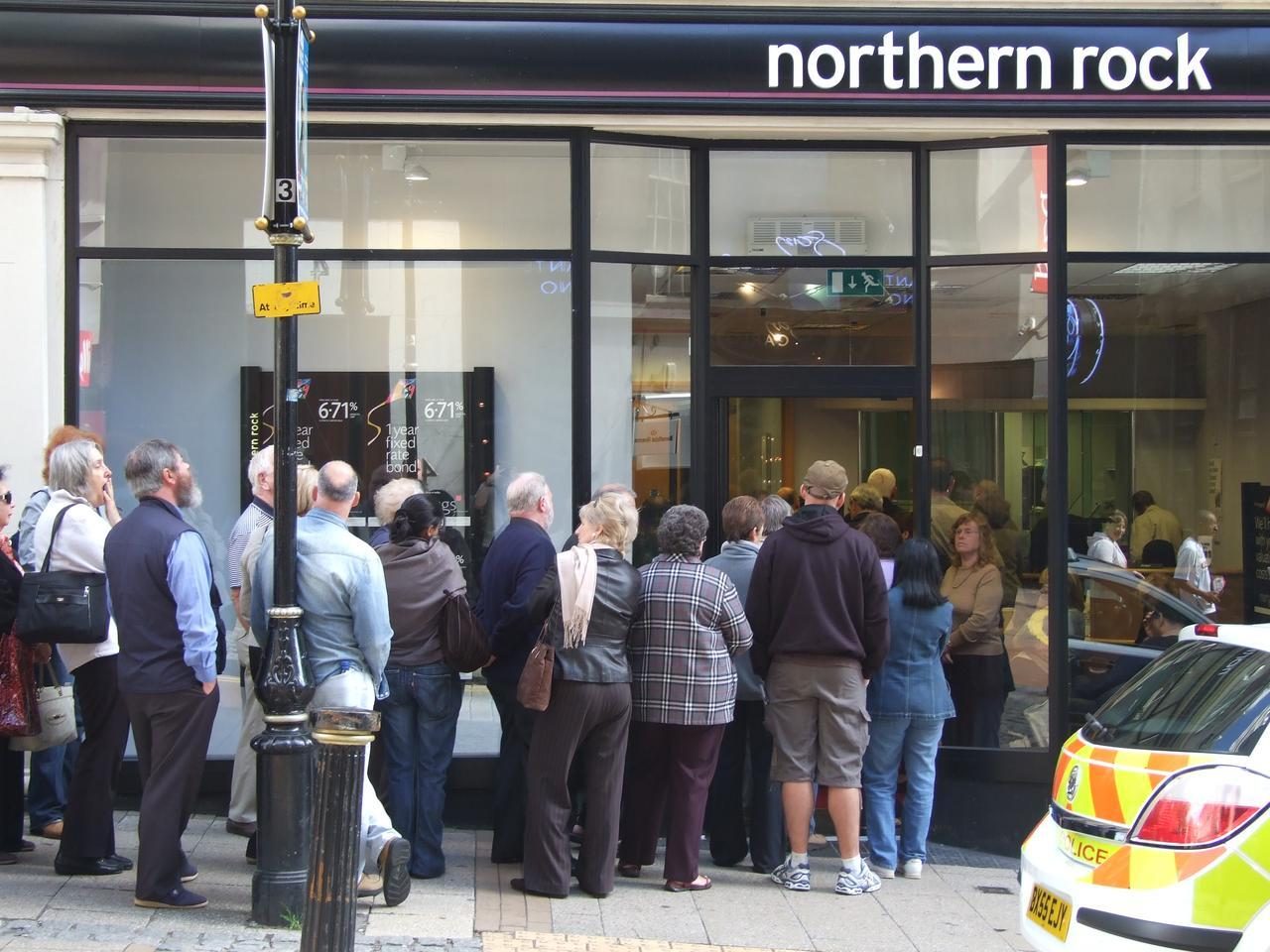
A Northern Rock bankja előtt hosszú volt a sor 2007. szeptember 15-én (Birmingham, Anglia)

- 2007. szeptember 13.: A brit Northern Rock bank bejelentette, hogy a gazdasági válság elérte őket, likviditási probléma jelentkezett náluk. Egyetlen nap alatt az ügyfelek 1 milliárd angol fontra becsült összeget kivettek a bankból. Ez volt az első komolyabb pénzügyi probléma egészen 1866 óta az Egyesült Királyságban. A Bank of China 2007 augusztusában azt nyilatkozta, hogy nagy leírásokra kényszerült.[4]
- 2007 novemberében a Citigroupnak 8-11 milliárd, a Merrill Lynchnek is több mint 10 milliárd, az UBS-nek 7,2 milliárd, a Deutsche Banknak 3,3 milliárd, a Goldman Sachsnak 4,3 milliárd, a Morgan Stanleynek 1,7 milliárd dolláros veszteséget jósolnak.[5]
- 2007. december 12.: A Fed, az EKB és a svájci jegybank közösen próbálják orvosolni a helyzetet: a Fed engedélyezi, hogy az Európai Központi Bank és a svájci jegybank is adhasson hitelt dollárban, persze megszabott határok között.[6]

### 2008
Az USA körülbelül 930 milliárd dollárt fizetett a bajba jutott bankok és pénzintézetek megsegítésére.
Az Amerikai Egyesült Államok központi banki rendszere – a Fed – március elején a válság nyomán keletkezett veszteségeket orvosolja mintegy 200 milliárd amerikai dollár erejéig. Hosszú vergődés után március közepén becsődölt a Bear Stearns bank, a Fed 29 milliárd dollárt szabadít fel a JPMorgan Chase banknak, hogy felvásárolja a Bear Stearnst. 4 milliárd dollárnyi hitelt adtak a hatóságok az önkormányzatoknak, hogy azok fenntartsák azokat a házakat, amikből a fizetésképtelen lakosok kiköltöztek.

#### Január
- 2008. január 11.: A Bank of America felvásárolja a Countrywide Financial Corporationt.[7]
- Később még szintén 2008 januárjában a koreai piacok mutatói jelentős mértékben estek. Kezdték eladni az amerikai jelzáloggal terhelt részvényeiket. A KOSDAQ 5,7%-ot esett egy nap alatt.[8]

#### Szeptember

##### Szeptember 8.
A Fannie Mae és a Freddie Mac súlyos hiányait a kormány pótolja július illetve szeptember hónapban. George W. Bush 300 milliárd dollárt pumpált a bankközi pénzintézetekbe.

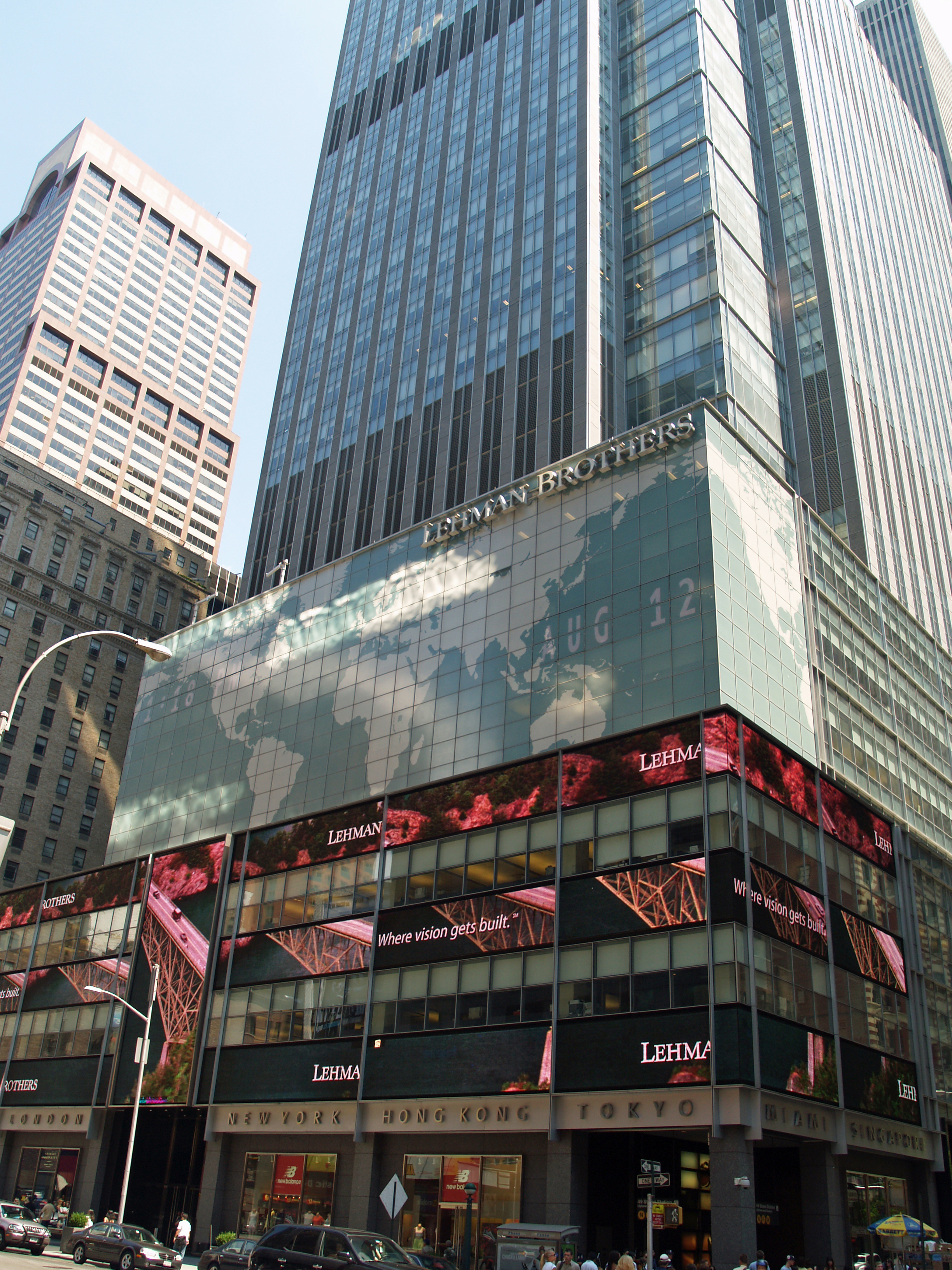
Lehman Brothers a Times Square-en

- 2008. szeptember 15.: Csődvédelmet kért a Lehmann Brothers, a negyedik legnagyobb amerikai kereskedelmi bank, a Merril Lynch pedig tulajdonosi struktúrájának változtatására kényszerült. A Fed újabb hiteleket adott a JFMorgan Chase banknak. Ebből a pénzből a Lehman Brotherst menti csőd közeli állapotból. A körbetartozások miatt pénzhiány uralkodik a pénzügyi szektorokban. Amerikában az ingatlanhitelezés menete egyre több akadályba ütközik, mert a bankok komolyabb feltételeket támasztanak hitelek igénylésére. A hitelpénzrendszer normalizálása várat magára.

- 2008. szeptember 16-án az AIG (American International Group) 85 milliárd dollárt kapott az amerikai jegybank szerepét betöltő Fed-től, így az állam 79,99% részesedést szerzett belőle. A biztosítótársaság előzőleg közölte, hogy csődeljárást kér maga ellen, ha az állam nem siet segítségére. A FED közleménye szerint a csőd káoszt okozott volna a pénzpiacon, és a hitelköltségek is növekedtek volna. Henry Paulson pénzügyminiszter szerint: „pénzpiacaink nehéz időket élnek át, szorosan együttműködünk a szövetségi tartalékbankrendszerrel, valamint a tőzsde- és értékpapír-felügyelettel és más szabályozó szervekkel a piacok stabilitásának és biztonságának erősítése érdekében”.[9][10]

##### Szeptember 16.
Bejelentették, hogy a Washington Mutual Inc. (rövidítve WaMu) nevű nagy betétgyűjtő bankot a JP Morgan szerezte meg.

##### Szeptember 17.
A Lloyds TSB felvásárolta a HBOS-t, a két bankegyesülést az angol miniszterelnök Gordon Brown is támogatta.

##### Szeptember 26.
A Washington Mutual hitelintézetet az USA előbb államosított, majd szinte azonnal továbbadta a JP Morgan Chase-nek.

##### Szeptember 27.
A Citigroup felvásárolta a Wachovia amerikai bankot.

##### Szeptember 29.
A Bradford & Bingleyt (az angol jelzálogkölcsönzőt) részben felvásárolja az angol állam.

##### Szeptember 30.
A belga Dexia bank 6,4 milliárd eurós segítséget kapott. A belga kormány és a belga befektetők 3 milliárd, a francia kormány 1 milliárd, a francia tulajdonú CDC 2 milliárd és a luxemburgi kormány 376 millió eurót adott a célra. A Dexiának Magyarországon is vannak érdekeltségei.

#### Október

##### Október 3.

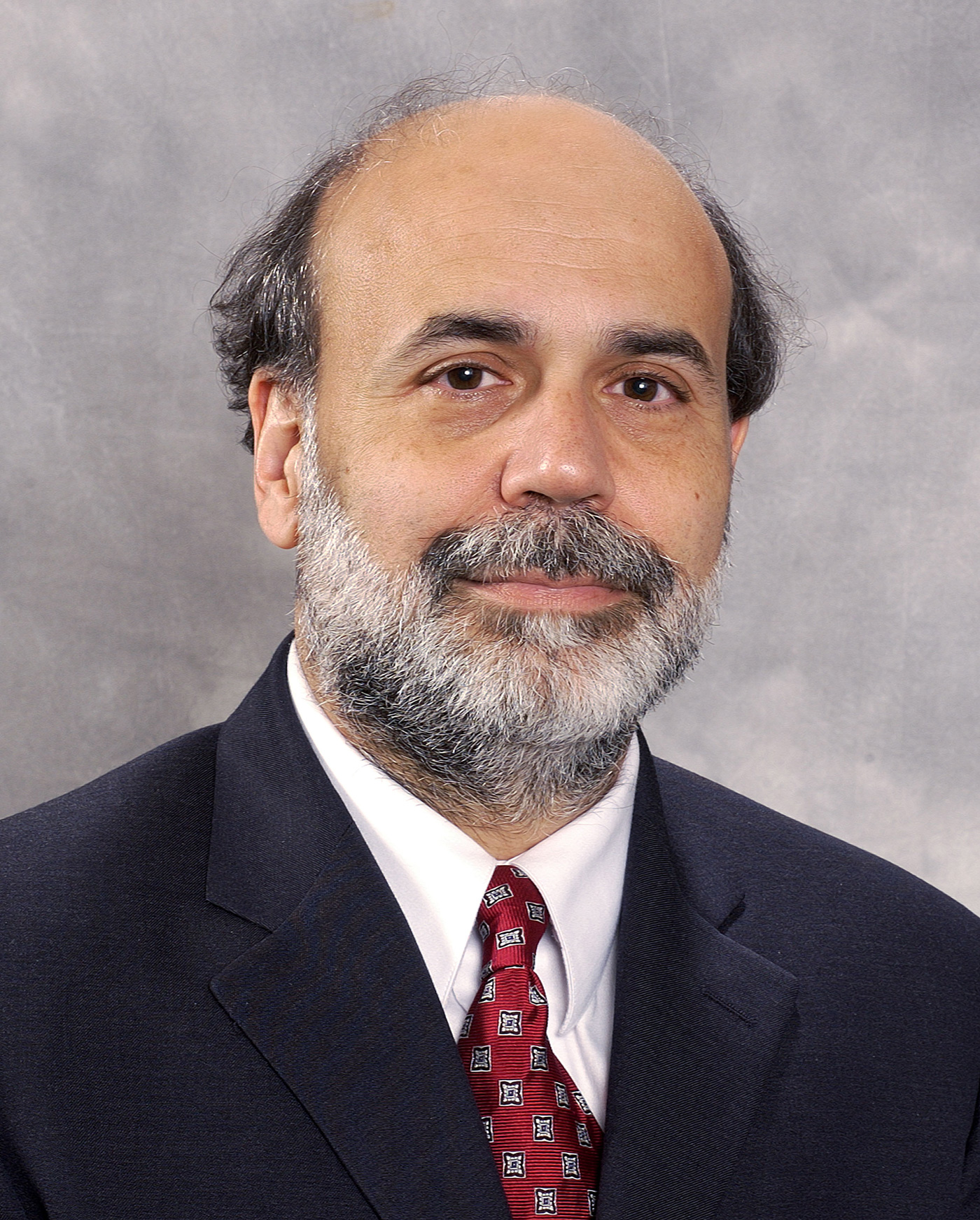
A Fed elnöke Ben Bernanke

- A szenátus után, 263:171 arányban az USA képviselőháza is elfogadta a 700 milliárd dollárról szóló adómentesítő csomagot, a republikánus politikusok többsége ellene szavazott a javaslatnak (108 politikusból 91).

A mentőcsomagot 3 részben bocsátják a pénzügyminisztérium rendelkezésére: az első részlet 250 milliárd, a második részlet 100 milliárd, a harmadik részlet 350 milliárd dollár lesz.

##### Október 5.
Az Unicredit bank 5 órás tanácskozás után 6,6 milliárd eurós tőkeemelés mellett döntött. A bejelentés után a bank részvényei 13,4%-kal estek vissza.
A német kormány nyilatkozata szerint garantálja a megtakarítási számlák védelmét, hogy a válság ellenére is erősítse a polgárok bizalmát a bankrendszerben.

##### Október 6.
Oroszországban a MICEX és az RTS is nagymértékű, 19%-os eséssel zárt.

##### Október 7.
A tegnapi nagymértékű tőzsdei esés következtében Dmitrij Medvegyev orosz elnök bejelentette, hogy 36-37 milliárd dollár hitelt kapnak az orosz bankok.
Az Európai Unió pénzügyminiszterei megegyeztek arról, hogy 50 000 euróra, azaz körülbelül 12,5-13 millió forintra emelik a bankbetétek garanciáját.
Az utóbbi hetekben az Európai kontinensen, a General Motors, a BMW és a Daimler is csökkentette a termelését. Az Opel Németországi gyárait több hétre leállították. Döntésüket a subprime-válság következtében csökkent kereslettel indokolták.

##### Október 8.
- Magyar idő szerint 13 órakor a nagy jegybankok összehangolt kamatcsökkentést hajtottak végre. A Fed 2,00%-ról 1,50%-ra, az Európai Központi Bank 4,25%-ról 3,75%-ra, a Bank of England 5,0%-ról 4,5%-ra csökkentette kamatait. Indoklásuk szerint az inflációs veszélyek enyhültek, ezzel ellentétben a válság miatt a lakossági fogyasztási, ettől a gazdasági növekedési kilátások romlására is egyre erősebb bizonyítékok mutatnak.[23][24] A svéd és a kanadai központi bankok 50, a svájci 25 bázisponttal csökkentette a pénz árát, így a svájci alapkamat 2,5%-ra csökkent.[25] Ez rövid ideig emelkedést hozott, de aztán ismét estek a tőzsdék.[26][27]

Veres János pénzügyminiszter bejelentette, hogy 13 millió forint felett is vállalják a garanciát a biztosított bankbetéteknél, továbbá eltörlik a 10%-os önrészt is (bár ez csak egyelőre csak szóbeli ígéret). Erre a subprime-válság következtében kialakult bizonytalan helyzet miatt volt szükség.

##### Október 9.
- Röviddel a tőzsdei zárás előtt a piaci pletykáknak köszönthetően az OTP részvényei jelentős, 22%-os esést produkáltak. A Reuters Londonból, azt jelentette, hogy egyes forrásaik szerint a magyar állam a bank felvásárlására készül, mert a válság következtében sokat vesztett értékéből és csak az állam segíthet rajta. A kormány cáfolta, hogy a bank államosítására készülnének.[30]Csányi Sándor, az OTP vezérigazgatója nonszensznek nevezte a csődről szóló híreket.[31] Az esés mögött valószínűleg külföldi spekulánsok álltak, akik kihasználták a válság következtében kialakult bizonytalan helyzetet.[32] A forint euróárfolyama is közel 262 forintra gyengült.[33]

Szentgotthárdon is leállították az Opel gyár egyes részeit. A General Motors 40 000 autós termékcsökkenés mellett döntött, a fogyatkozó kereslet következtében és ez érinti Magyarországot is.

##### Október 10.
Az OTP a fent említett okok miatt a nap közben ismét 15% feletti mínuszban volt, de aztán mérséklődött a helyzet, így -6,6%-kal zárt. Az esés megállításában valószínűleg nagy szerepe volt annak, hogy az OTP elkezdte vásárolni a saját részvényeit. A forint-euró árfolyam 260-272 között mozgott, végül beerősödött és elérte a 258 forintot is.

##### Október 11.
Gyurcsány Ferenc a válság Magyarországra vonatkozó hatásainak csökkentésre 12 pontos intézkedési csomagot adott ki. Az SZDSZ a költségvetési plafon elfogadását tartja a legfontosabbnak és az adócsökkentés elhalasztását sem tartja helyesnek.

##### Október 13.
37 milliárd fontos mentőcsomagot kapnak a kormánytól a brit bankok, a legnagyobb támogatást a Royal Bank of Scotland kapja, így 60%-a az állam tulajdonába került. A legnagyobb brit jelzálogkölcsönző, az HBOS 11,5 milliárd fontot kapott, ezáltal az állam tulajdona a bankban 40%-ra emelkedhet. Gordon Brown „példátlannak, ugyanakkor mindenki számára életfontosságúnak” nevezte a támogatást.

##### Október 14.
250 milliárd dollár értékben bankrészvényeket vásárolt az USA. Ez a 700 milliárd dolláros mentőcsomag első része. A kedvezményezett 9 bank amely az összeg felét kapja: a Bank of America, a Wells Fargo, a Citigroup, a JPMorgan Chase, a Goldman Sachs, a Morgan Stanley, a Bank of New York Mellon, a State Street és Merrill Lynch. A csomag másik feléből sok kisebb pénzintézetet mentenek meg.

##### Október 14-től
- A Budapesti Értéktőzsdén komoly áresést szenved el a MOL és az OTP is. A forint is széles sávban ingadozik, az IMF és az Európai Unió is segítséget ígért hazánknak.

##### Október 18
Konferenciát rendeztek Budapesten, Nemzeti csúcs néven, hogy magyar politikusok és pénzügyi szakemberek eszmét cserélhessenek a globális pénzügyi válság hazai lefolyásának mértékéről, annak orvoslására, enyhítésére javaslatokat tegyenek.

##### Október 20.
A BUX 2,3%-os, ezen belül az OTP 4,5%-os esést szenvedett el, a részvények erősödéssel kezdték a napot, később nagyon sokat estek, de estére normalizálódott a helyzet. Ebben valószínűleg nagy szerepe volt annak, hogy a CNBC reggeli műsorában Izlandhoz hasonlította hazánkat. Simor András, az MNB elnöke szerint Izland szinte mindenben különbözik Magyarországtól.

##### Október 21.
Az OTP ismét mínusz 10,01%-on zárt (2650 Ft), napközben az egy részvény értéke elérte a 2565 forintot, ami közel 5 éves negatív csúcsnak felel meg. A részvények árának azt sem tett jót, hogy a Fitch stabilról negatívra rontotta a magyar bankok kilátásait. Napközben a forint euróárfolyama is átlépte a 280 forintot, ami 26 hónapos mélypont és csak 2%-ra van a történelmi mélyponttól.
Gyurcsány Ferenc miniszterelnök szerint Magyarországon nem kell nyugati típusú bankválságra számítani, de az általános rossz hatásoktól hazánk se tudja megvédeni magát.

##### Október 22.
A jegybank 3%-kal, 11,5%-ra emelte az alapkamatot, erre a forint gyengülése miatt volt szükség, aznap reggel a forint euróárfolyama elérte 284 forintot, a piac azonnal reagált a döntésre, a forint erősödésnek indult és sikerült 273 forint alá visszaküzdeni az árfolyamot, de később ismét visszagyengült a forint 279-284 között ingadozott.

„Radikális lépésre volt szükség – reagált Bebesy Dániel, a Budapest Alapkezelő portfóliómenedzsere az MNB lépésére. – Az irányadó kamat 300 bázisponttal 11,5%-ra történő emelése mögött egyértelműen az elmúlt napok drasztikus forintgyengülése áll. A jegybank feltehetően megpróbálja megakadályozni, hogy ezeken a gyengébb szinteken stabilizálódjon az euró-forint árfolyam. Magyarország az elmúlt napok során a globális piacok középpontjába került, a mai napon a külföldi média folyamatosan az ország gazdasági válságával foglalkozott, így radikális lépésre volt szükség. Feltehetően az MNB az elmúlt napok során már deviza piaci intervenciót is alkalmazott láthatóan kellő eredmény nélkül. A jelen helyzetben ugyanakkor nem vehető biztosra a kamatemelés eredménye, hiszen a globális likviditás teljesen kiszáradt, így nem automatikus, hogy a magasabb kamat növeli a keresletet a forinteszközök iránt.”

– Bebesy Dániel, a Budapest Alapkezelő portfoliomenedzsere

A CNBC élőben tudósított Magyarországról, véleménye szerint Magyarország helyzete lényegesen eltér az izlanditól: a gazdasági mutatói is jobbak, mögötte áll az EU és a Nemzetközi Valutaalap, továbbá az Európai Központi Bank is felajánlotta a segítségét. A csatornának nyilatkozott Simor András az MNB elnöke és Urbán László, az OTP vezérigazgató helyettese.
Az OTP napok óta először 1,8%-os pluszban, ezzel szemben az olaj árának esésétől (a válság miatt az olaj 68 dollárra csökkent) a MOL jelentős mínuszban zárt. A BUX és a varsói tőzsde is négyéves mínuszban zárt.

##### Október 23–26.
A Budapesti Értéktőzsde zárva tartott, az ünnepnek és a hosszú hétvégének köszönthetően. A forint árfolyama továbbra is hullámzott.Csányi Sándor szerint az euró bevezetése lehet a megoldás a forint drasztikus hullámzásának megállítására.

##### Október 27.
- "Az IMF megállapodott Magyarországgal, csomagjának célja, hogy stabilizálja Magyarország gazdaságát és hosszú távon elősegítse a gazdasági növekedést.[59] A kiszivárgott adatok szerint, a hitelkeret összesen 12 és fél milliárd dollár lehet, de cserébe Magyarországnak 300 milliárd forintos költségcsökkentést kell végrehajtania. A Nemzetközi Valutaalap korábban Izlandnak 2,1 és Ukrajnának is 16,3 milliárd dolláros hitelkeretet biztosított.[60] A forint a hírre rögtön erősödésnek indult.[61] A parlamenti pártok október 28-án tárgyaltak a tervezet elfogadásáról.[62]

Az autóipar jelentős csökkenést mutat: dolgozókat küldenek el, több hétre leállnak a gyárak. Ez érzékenyen érinti hazánkat is ahol ez az egyik legmeghatározóbb ágazat.
A BUX közel 10%-os eséssel zárt.

##### Október 28.
A parlamenti pártok Gyurcsány Ferenc kezdeményezésére megbeszélést tartottak, ahol a miniszterelnök új gazdasági csomagot jelentett be: a közszférában jövőre nem emelnék béreket, a 13. havi juttatásokat sem garantálná a kormány. A 13. havi nyugdíjat pedig csak az öregségi korhatárt elérők kapják meg, továbbá 80 000 forintban maximálnák annak mértékét. A programért cserébe az IMF-től jelentős hitelkerethez jutna hazánk. A stabilizáció mellett a GDP növekedésére is hoznának intézkedéseket: kitűzték egy 1000 milliárd forintos stabilizációs és reformalap létrehozását, és akár már 2009-ben csökkentenék a munkabérekre nehezedő adójárulékokat. A pártok véleményei megoszlanak a javaslatról: a Fidesz PR fogásnak értékelte az akciót, Dávid Ibolya az MDF elnöke drasztikusabb intézkedéseket tenne, Fodor Gábor az SZDSZ elnöke azt nyilatkozta, hogy odaáll a hosszú távon is hasznos intézkedések mellé. A 2009-es adóreformot és a szociális rendszerben a rászorultsági elv bevezetését is támogatja.
Az Európai Bizottság bejelentette, hogy pénzügyi támogatást kap hazánk az Európai Uniótól.
A BUX 9,2%-os pluszban zárt, a forint egész nap erősödött.

##### Október 29.
- Tegnap éjjel bejelentették, hogy Magyarország 25,1 milliárd dollár hitelkeretet kap.[68] Az IMF-től 15,7 milliárd dollárt, az Európai Uniótól 8,1 milliárd dollárt a Világbanktól pedig 1,3 milliárd dollárt. A csomag lényegében megduplázza az ország nemzetközi tartalékait.[69][70] A hitelkeretet 2010 márciusáig használhatja fel Magyarország kormánya, a készenlétért 0,25%-os kamatot számolnak fel évente, a rendes kamat 5-6%.[71] Az IMF csomagot üdvözölték a nagy magyarországi érdekeltségű bankok is.[72] Ez erősíti az ország gazdaságának stabilitását és növekedési potenciálját, közel megszünteti Magyarország fizetésképtelenségének kockázatát. Az intézkedések célja a fizetőképesség javítása és a pénzügyi szektor erősítése a megfelelő forint- és devizalikviditás, a bankrendszer tőkeszintjének biztosítása, a külföldi befektetők bizalmának helyreállítása.[73] A The New York Times szerint hazánk középtávon jól jár a csomaggal, ellenben a Reuters értékelése szerint az átlagmagyar rosszul fog járni vele.[74][75]

„A nemzetközi pénzügyi szervezetek által rendelkezésre bocsátott 20 milliárd euró összegű készenléti hitel biztonságot ad, hiszen az állam jövő évi törlesztési kötelezettsége kevesebb, mint 3 milliárd euró, ugyanakkor a lakosságé és az üzleti szektoré csaknem 27 milliárd”

– Veres János pénzügyminiszter

| Év         | Ország       | Hitel                            |
| ---------- | ------------ | -------------------------------- |
| 1998:      | Oroszország  | 30 milliárd dollár az IMF-től    |
| 1998-1999: | Brazília     | 41 milliárd dollár IMF-hitel     |
| 1999-2001: | Argentína    | 48 milliárd dolláros IMF-kölcsön |
| 2001:      | Törökország  | 12 milliárd dollárt adott az IMF |
| 2008:      | Izland       | 2 milliárd dolláros IMF-hitel,   |
| 2008:      | Magyarország | 25,1 milliárd dollár IMF-hitel,  |
| 2008:      | Ukrajna      | 16,3 milliárd dollár IMF-hitel   |

Valószínűleg a csomagnak köszönhetően is a BUX egész nap erősödött, végül 14,1%-os pluszban zárt. Az OTP 23,3%-ot, a MOL 15,1%-ot, a Fotex 25%-ot, az FHB 23,2%-ot erősödött miután kiszélesítették a 15 százalékos napi limitet, 25%-ra.
A Fed fél százalékponttal 1,5-ről 1%-ra csökkentette irányadó kamatját, döntését többek közt azzal indokolta, hogy így nőhet a hitelezési kedv és a gazdasági növekedésnek is jót tesz.
Az Államadósság Kezelő Központ bejelentette, hogy törlik az összes államkötvény-aukciót a 2008-as naptárból.
Az izlandi jegybank 6 százalékponttal emelte az alapkamatját.

##### Október 30.
A japán kormány óriási, 275 milliárd dolláros csomagot jelentett be, a csomag japán gazdaságát hivatott fellendíteni, egy 20 milliárd dolláros részéből a 4 tagú családok 600 dollárt kaphatnak, ezzel a demográfiai adatokon kívánnak javítani.
A vártnál jobbak lettek az amerikai GDP adatok: mindössze 0,3%-kal zsugorodott a gazdaság, míg a piac 0,5%-os csökkenést várt. A jobb adatok hatására a dollárt azonnal erősödésnek indult.
A tegnapi óriási erősödés után ma is, 10%-os emelkedéssel nyitott az OTP, de délutánra elkezdett csökkenni, végül a tegnapi záróértéken zárt. A BUX 2,1%-os pluszban zárt. Valószínűleg azon hír hatására, hogy esetleg a Lengyelország nem tudja tartani az euróbevezetés kitűzött dátumát (2012), a forint gyengülésnek indult. Egyes előrejelzések szerint 40 000 ember vesztheti el munkahelyét hazánkban.

##### Október 31.
A japán tőzsde a kamatcsökkentés ellenére, ismét 5%-os esést produkált, a szintén japán Suzuki 25%-kal kevesebbet adózott a múlt évi eredményeihez képest.
A kiszivárgott adatok szerint Pakisztán valószínűleg 9,6 milliárdos hitelt kap az IMF-től.
Az erdélyi munkavállalókhoz is begyűrözött a válság:
- - A sepsiszentgyörgyi cigarettagyár alkalmazottainak közel egyharmadát elbocsátották
  - Tordán: A tordai üveggyár 400, a CESOM 140, az Ariesul 160 dolgozót bocsát el. Az elbocsátásokat a válság következtében kialakult keresletcsökkenéssel magyarázták.[83]

A Barclays bejelentette, hogy 7,3 milliárd fontos tőkeinjekciót kap: 5,8 milliárdot Katartól és Abu-Dzabitól, a fennmaradó pénzt pedig egyéb tulajdonosaitól szerzi be.
A Goldman Sachs pozitívan jellemezte a magyar válságkezelést.
A BUX 1,3 százalékos mínuszban zárt. Az OTP-nek 5,1, a Molnak 1,7, az MTelekomnak 0,6 százalékkal csökkent az értéke.
Az ukrán parlament elfogadta azt a törvényt, mely a Nemzetközi Valutaalap hitelkeretének megszerzéséhez szükséges.

#### November

##### November 3.
Az Európai Bizottság ma kiadott tanulmánya szerint a válság következtében az eurózónában 2009-ben szinte teljesen leáll, 0,1%-os lesz a gazdaság növekedése. Az egész EU-ban pedig 0,2%
A BUX 5,1%-os emelkedéssel zárt, az OTP 10 milliárd forintos forgalom mellett a pénteki értékén tartotta magát, a MOL nagy, 14,3%-os erősödéssel fejezte be a kereskedést, a forint egész nap gyengült.

##### November 4.
Szerbia tárgyalásokba kezdett a Nemzetközi Valutaalappal.
A BUX 3,9%-os emelkedéssel zárt, az OTP 8,8, a Mol 3,3, az MTelekom 2,3 százalékkal emelkedett. A nap nyertese a Bookline volt, ami 20%-os emelkedéssel zárt.

##### November 5.
Barack Obama választási győzelmének hatására az olaj ára csökkenésnek indult.
Az előző napi emelkedés után csökkenés következett be a BUX-ban, így az 2,33%-os eséssel zárt. Az OTP részvények 6,1%-ot estek.
Az állampapírok hozama jelentősen esett a másodlagos piacon.

##### November 6.
Több európai jegybank váratlanul drasztikus kamatcsökkentést hajtott végre: az angol jegybank 3, az Európai Központi Bank 3,25, a svájci jegybank 1,75, a cseh jegybank 2,75 százalékra csökkentette alapkamatait, az elemzők előzőleg jóval kisebb kamatvágásokat vártak.
A magyar kormány az IMF kérésére 600 milliárd forintos bankmentő-csomagot hoz létre: ezt, ha szükség lesz rá, akkor az OTP, a Magyar Külkereskedelmi Bank és a CIB Bank veheti igénybe, az állam cserébe részesedést szerez a bankokból. Az IMF szándéknyilatkozatának, teljes nyersfordítása itt olvasható (a Világgazdaság fordítása). A kormány november 10-ig nyújtja be javaslatot és kéri soron kívüli elbírálását.
A BÉT-nek meglehetősen rossz napja volt: a BUX 9,6 százalékos mínuszban zárt, az OTP 10,5%-ot zuhant, a MOL értéke 12%-kal csökkent, a Magyar Telekom 5,8%-ot esett, a Richter 9,2%-ot vesztett az értékéből.

##### November 7.
A brazil reallal, a lengyel złotyval és a cseh koronával együtt Magyarország leminősítése miatt (lásd lent), a forint is gyengülésnek indult, ebben valószínűleg szerepe volt a vártnál nagyobb amerikai munkanélküliségnek (aznap jöttek ki az új adatok): ami utoljára 1994-ben volt ilyen magas, 240 ezer embert bocsátottak el októberben, így 6,5 százalékra emelkedett a munkanélküliség mértéke.
A válság következtében Lettország és Litvánia mellett Magyarország osztályzatain is rontott a Moody's Investors Service.
Később a magyar bankok kilátásait is rontotta a cég: az OTP Bank, az OTP Jelzálogbank, a CIB Bank, a Kereskedelmi és Hitelbank, az MKB Bank, az Erste Bank Hungary, a Budapest Bank és az MFB hosszú és rövid futamú deviza bankbetéteinek osztályzatait rontotta le a Moody's.
| Ország        | S&P        | Fitch      | Moody's               |
| ------------- | ---------- | ---------- | --------------------- |
| Magyarország  | BBB plusz  | BBB        | A3 negatív kilátással |
| Csehország    | A          | A plusz    | A1                    |
| Szlovákia     | A          | A plusz    | A1                    |
| Szlovénia     | AA         | AA         | Aa2                   |
| Lengyelország | A mínusz   | A mínusz   | A2                    |
| Románia       | BB plusz   | BB plusz   | Baa3                  |
| Oroszország   | BBB plusz  | BBB plusz  | Baa2                  |
| Horvátország  | BBB mínusz | BBB mínusz | Baa3                  |
| Bulgária      | BBB        | BBB-       | Baa3                  |
| Ukrajna       | B plusz    | B plusz    | B1                    |
| Észtország    | A          | A mínusz   | A1                    |
| Lettország    | BBB plusz  | BBB        | A3                    |
| Litvánia      | A mínusz   | A mínusz   | A2                    |

10 napra felfüggesztették a magyar ingatlanalapok szolgáltatását, a 10 nap alatt az alapok jegyeit sem megvenni, sem visszaállítani nem lehet, valószínűleg a magyarázat az lehet, hogy a befektetők kivonták a tőkéjüket az ingatlanalapokból, hogy magas kamatozású bankbetétekbe helyezzék át azokat, így ha továbbra is folyamatosan folytatták volna a tőkekivitelt, hamarosan likviditási problémák keletkeztek volna.

„A Pénzügyi Szervezetek Állami Felügyelete (Felügyelet) mai határozatában 10 napra felfüggesztette a magyarországi befektetési alapkezelők által kezelt nyílt végű ingatlanalapok és ingatlanalapok alapjai befektetési jegyeinek forgalmazását. A felfüggesztés időtartama alatt ezen alapok befektetési alapok jegyeit nem lehet megvásárolni, illetve visszaváltani.
Az intézkedés célja az, hogy a felfüggesztés időtartama alatt az érintett intézmények a megtakarítók befektetéseinek védelme érdekében a befektetési jegy tulajdonosokat tájékoztassák az ingatlanalapokba és az ingatlanalapok alapjaiba történő befektetések természetéről, értékük várható alakulásáról, kockázataikról, ezzel is segítve a megalapozott befektetési döntéseket.
Mindezekkel összhangban a Felügyelet kötelezte az érintett intézményeket, hogy a felfüggesztés időtartama alatt módosítsák kezelési szabályzatukat a megtakarítások védelmének, a befektetők jogos érdekeinek, valamint a befektetők egyenlő elbánása elvének szem előtt tartásával.
”

– PSZÁF

A BUX kis, 0,2%-os csökkenéssel zárt, az Egis 8,4%-ot emelkedett, a legtöbb részvény kismértékben esett.

##### November 9.
A G20-ak São Paulóban üléseztek. A G20-ak vezetői a Nemzetközi Valutaalaptól nagyobb mértékű aktivitást várnak. Robert Zoellick azt nyilatkozta, hogy a Világbank 1,5 milliárd dollárral növeli kereskedelemélénkítő kiadásait. Luiz Inacio Lula de Silva szerint az IMF-nek is érdeke, hogy a pénzügyi szektor likviditása javuljon. A kínai kormány bejelentette, hogy 4 ezer milliárd jüan (586 milliárd dollár) értékben beruházásokat hajtanak végre 2010-ig a hazai kereslet, kína gazdasága növelésére (repülőterek, vasutak, gyorsforgalmú utak, egészségügy, az oktatás, kultúra).

##### November 10.
A kínai gazdaságélénkítő csomag hírére emelkedni kezdtek a részvények. Ázsia pedig húzta maga után Nyugat-Európát, Amerikát. Ugyanakkor a Deutsche Post AG kilép az amerikai légi és szárazföldi üzleteiről. Ez a lépés 10 000 amerikai állás megszüntetését eredményezi.
Több más feltörekvő országokkal együtt hazánkat is leminősítette a Fitch Ratings, Magyarországot BBB pluszról BBB-re, Romániát BBB-ről BB pluszra. Lásd még: a felső táblázatban.
Az American International Group, a szeptemberi állami segítség ellenére 2008 harmadik negyedévében, ismét óriási veszteségről számolt be, ezért az amerikai jegybank szerepét betöltő Fed a szeptember 16-i 85 milliárd dolláros segély után (Lásd feljebb), újabb 40 milliárd dollár tőkét pumpál a biztosítóba, cserébe elsőbbségi részvényeket kap. Továbbá 60 milliárdos kölcsönt is ad a cének.

##### November 11.
A fogyasztói árak 0,2 százalékkal nőttek a szeptemberihez képest, az egy évvel ezelőttihez képest pedig 5,1%-kal nőttek, ezek jobbak a várt eredményeknél. Az elemzők éves szinten 6,3 százalékos inflációt várnak.
A BUX meglehetősen magas, 6,1%-os eséssel zárt: az OTP értéke 8,62 százalékkal esett vissza, a MOL 8,05 százalékos értékcsökkenéssel zárt. Esés tekintetében csak az orosz tőzsde volt képes megelőzni minket: az RTS közel 11%-ot zuhant, az oroszok még 8,5%-nál bezárták egy órára a tőzsdét, de ez sem volt képes megállítani a részvények zuhanását.
Háromhetes leállásra készül a Dacia november 20-a és december 7-e között.

##### November 12.
2008 harmadik negyedévében az ING millió eurós veszteséget könyvelt el.
Az egész régióhoz hasonlóan (a cseh PX 4,8, az osztrák ATX 5,9 százalékkal értékelődött le, az orosz tőzsde az előző naphoz hasonlóan 12,5%-kal esett) a BUX is esett: 3,5%-ot vesztett az értékéből, az OTP 4,5%-os értékvesztéssel zárt, a MOL 3,6%-kal mínusszal fejezte be a kereskedést.

##### November 13.
2008 harmadik negyedévében az elemzők által várt 0,2% helyett 0,5%-kal csökkent a német gazdaság, ezzel bebizonyosodott, hogy az ország recesszióban van (a recesszió azt jelenti, hogy gazdaság egymást követő két negyedévben csökken), erre 12 éve nem volt példa. A hír hallatára az euró azonnal elkezdett gyengülni a dollárral szemben. Ennek ellenére meglepő módon a DAX emelkedett.
A kínai ipar termelése 2008 októberében 8,2 százalékkal volt nagyobb, mint 2007 azonos időszakában, ez 7 éve a legrosszabb adat az ipari termelésről.
Gyurcsány Ferenc kezdeményezésre gazdasági csúcsot tartottak.
Szemben a régió többi részvényindexével, amelyek majd mind estek, a BUX 0,5%-os pluszban zárt: a MOL 3,5, az OTP 3,4 százalékos emelkedéssel zárt.

##### November 14.
A KSH és az Ecostat becslése alapján a magyar GDP 0,8%-kal nőtt 2008 harmadik negyedévében, a szezonálisan kiigazított szerint az előző negyedévhez képest 0,1%-kal csökkent a magyar GDP, így mivel már az előző negyedévben is csökkent a bruttó nemzeti össztermék Magyarország recesszióba került.
Megszüntette az OTP a 2006-ban bevezette árfolyamgarantált lakáshitelét.
Az OTP profitja óriási mértékű, 168,8 milliárd forintos volt 2008 harmadik negyedévében, de ebben benne van a Garancia biztosító eladásával szerzett, a Garancia nélkül számítva 50,1 milliárd forint lett a profit, ez 10%-kal marad el a várakozásoktól.
A BUX 0,2%-os emelkedéssel zárt: az OTP 12%-os pluszban is volt, de végül 3,3%-os emelkedéssel fejezte be a kereskedést, a MOL is emelkedett napközben, de végül mégis 2,4%-os csökkenéssel zárt, az Egis 12%-ot emelkedett. A régióban a prágai értéktőzsde részvényindexe 4,5%-os pluszban zárt, a lengyel WIG 20 1,8, az osztrák ATX 1,6, az orosz RTS 4 százalékkal ment feljebb.
Az amerikai Dow Jones egész nap hullámzott.
Bejelentették, hogy Szerbia 520 millió dolláros IMF segélyt kap.

##### November 15.
A G-20-ak vezetői 2 napos találkozót tartanak Washingtonban, az összejövetel célja, hogy intézkedéseket fogalmazzanak meg a gazdasági válsággal kapcsolatban.

##### November 17.
Az S&P is visszaminősítette Magyarországot: a hosszú és rövid lejáratú, devizában és forintban denominált kötelezettségeinket BBB-re, illetve A-3-ra, de továbbra is negatív kilátással (azaz lehetséges újabb leminősítés).
Az ipari termelés 1,3%-kal nőtt az USA-ban, ez meglehetősen meglepő hír, mivel az elemzők mindössze 0,2 százalékos emelkedést vártak.
A BUX 0,2%-os mínuszban zárt: a MOL 1,5%-kal emelkedett, az OTP 0,2%-os értékcsökkenéssel zárt, a régiós tőzsdék is jelentős mínuszban zártak.

##### November 18.
A vártnál rosszabb lett a MOL eredménye 2003 óta első ízben, veszteséges a vállalat.
A Fidesz radikális kamatcsökkentésre szólította fel a jegybankot. Az IMF szerint viszont még a 300 bázispontos (3%) kamatemelést is csak fokozatosan vegye vissza a jegybank az inflációval párhuzamosan, mert egy esetleges túl gyors lépés leértékelné a forintot.
Az EU kijelentette, hogy nem támogatja a nagy autógyárak megsegítését, ennek ellenére Németország kancellárja, Angela Merkel továbbra is kitart hétfő kijelentése mellett, mely szerint tőkét pumpál az autóiparba, de kemény feltételeket szab.
A BUX 0,9%-os eséssel zárt: a nap vesztese a MOL volt, a cég 3,4%-ot ment lefelé; az OTP 0,1%-os értékcsökkenéssel zárt. A régiós részvények közül: a lengyel WIG 20 3,8, az osztrák ATX 3,3, az orosz RTS pedig 0,6, a cseh PX 4,1 százalékos mínuszban zárt.

##### November 19.

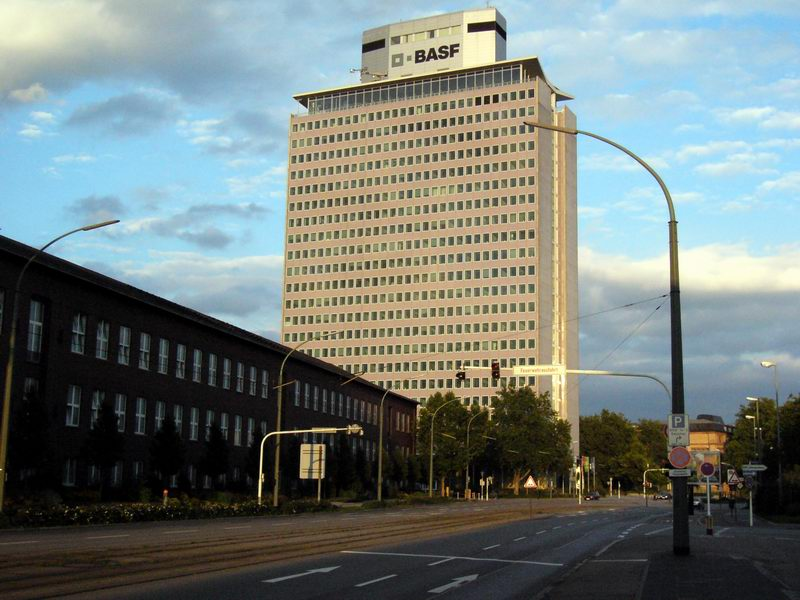
A BASF székház

A Ford 2008 harmadik negyedévében 129 millió dolláros nettó veszteséget könyvelt el.
A nagy amerikai autógyárak (General Motors, Ford, Chrysler) 25 milliárd dolláros segélyt kívánnak az USA-tól, a demokraták támogatják a segélyt, a republikánus szenátorok azonban nem hajlanak a megegyezésre

„Ez nem csak Detroitról szól, hanem arról, megmenekül-e az amerikai gazdaság egy katasztrofális összeomlástól”

– Rick Wagoner, a General Motors elnöke

A ludwigshafeni székhelyű német vegyipari vállalat, a BASF Németországban 5 ezer, az egész világon 20 ezer embert bocsát el és 80 üzemét zárja be, további 100 telephelyén csökkenti a termelést, a leépítések mögött az áll, hogy a válság következtében 2008 harmadik negyedévében 38%-kal csökkent a vállalat profitja. A hír hatására a vállalat részvényei és a nyugat-európai tőzsdék azonnal esni kezdtek.
Rossz napja volt a BÉT-nek: a BUX 1,2%-os mínuszban zárt: az OTP volt a nap vesztese a maga 4,9%-os bukásával, a MOL-nak 2,6%-kal csökkent az értéke. A régiós papírok közül: az osztrák ATX 2,5, százalékos értékcsökkenést mutatott. A cseh PX stagnált, az orosz RTS 0,7, a lengyel WIG 20 pedig 2 százalékot emelkedett.

##### November 20.
Lettország miniszterelnöke, Ivars Godmanis bejelentette, hogy a már recesszióba süllyedő ország (2008 harmadik negyedévben 4%-kal esett vissza a GDP) hitelért folyamodik az IMF-hez és az EU-hoz.
A svájci jegybank 100 bázisponttal csökkentette irányadó rátáját, döntésüket azzal indokolták, hogy már idén 2%-ra csökkenhet az infláció. A svájci frank azonnal gyengülésnek indult az euróval szemben és a forint is erősödni kezdett.
A múlt héten 27 ezerrel nőtt Amerikában a munkanélküliek száma.
Törökország is megállapodott az IMF-fel, így az ország az előzetes közlések szerint gigantikus 20-40 milliárd dolláros hitelkeretre számíthat az intézettől.
A BÉT szörnyű napot tudhat maga mögött: a rossz nemzetközi hangulatnak köszönhetően a BUX 6,03%-os értékcsökkenést szenvedett el. Az OTP volt a nap vesztese, a vállalat 9,38%-os zuhanással fejezte be a kereskedést, a MOL 6,91%-kal került lejjebb. A régiós tőzsdék is mind mínuszban zártak.

##### November 21.
Bejelentették, hogy 10 milliárd eurót kap Lengyelország az EKB-től, hogy enyhítse likviditási problémáit.
Az USA feldolgozóiparának aktivitását jelző philadelphiai Fed-index 18 éves mélypontra esett: −37,5-ről −39,3 pontra és még a legoptimistább elemzők szerint is csak 2009-ben várható fordulat.
32-ből 26 projektét felfüggeszti az izraeli Plaza Centers.

„Rajta tartjuk a szemünket a fejleményeken, nagyon óvatosak vagyunk és megvárjuk, míg normalizálódik a helyzet. Semmi esetre sincs arról szó, hogy kényszereladáson kellene gondolkodnunk.”

– Ran Shtarkman a Plaza Centers elnök-vezérigazgatója

Veres János pénzügyminiszter bejelentette, hogy 2009-ben az ország teljesíti az ERM-II rendszerbe való belépés feltételeit („az euró előszobája”), így növekedhet hazánk stabilitása, ezáltal ellenállóvá válna a válságokkal, például a jelenleg tartó gazdasági világválsággal szemben is.
Bejelentették, hogy december közepétől négy hétre leáll a járműgyártás a győri Audinál. A motorgyárban 2008-ban 1,9 millió motor készül, a járműgyárban pedig több mint 60 ezernél járművet gyártottak. 2007-ben pedig 56 ezer autót szereltek össze.
A tegnapi zuhanás után ma végre emelkedett, 0,7%-os pluszban zárt a BUX: az OTP és a MOL is 0,4 százalékot emelkedett. A forint egész nap erősödött.

##### November 23.
Barack Obama bejelentette, hogy tervei szerint a következő három évben 2,5 millió új munkahelyet fognak teremteni az Amerikai Egyesült Államokban. A csomag keretében utakat, hidakat, megújuló energiaforrásokon alapuló erőműveket építtetne, az iskolákat modernizálná, továbbá támogatná az üzemanyag-hatékony autók és az alternatív energiaforrások használatának terjesztését. Ezáltal növekedne a GDP, így csökkennének a gazdasági világválság negatív hatásai és az ország olajfüggősége is.

##### November 24.
A vártnál kevesebbet 19 millió dollárt kap Törökország az IMF-től.
Meglepő módon mai ülésén a monetáris tanács csökkentette irányadó kamatát, így az alapkamat 11,5-ről 11 százalékra csökkent. Az elemzők nem számítottak a kamatcsökkentésre, azonban az inflációs kilátások miatt nyugodtan lehetett kismértékben csökkenteni a kamatot. A forint a bejelentés után kissé gyengült, majd erősödni kezdett.
A Szabad Demokraták Szövetsége megszavazza a költségvetést, így meglesz a kellő többség az elfogadásához. Fodor Gábor az SZDSZ elnöke szerint a jelenlegi válságos helyzetben nem megengedhető, hogy az ország költségvetés nélkül maradjon. Gyurcsány Ferenc korábban azt nyilatkozta benyújtja a lemondását, ha a költségvetés nem megy át a Parlamenten.

„Számomra egyértelmű, hogy az MSZP-nek – bár ez az ő dolguk – és az országnak is kormányfőváltás lenne az érdeke. A gazdasági stabilitással összefüggő felelősségünk persze most sok mindent felülír. Ezt egy krízis közepén nem lehet súlyos következmények nélkül végigcsinálni. Képletesen szólva: nem lehet vágta közben lovast váltani.”

– Gulyás József SZDSZ-es képviselő

Egész Európához és a régióhoz hasonlóan a BÉT-nek is remek napja volt: a BUX 7,6%-os emelkedéssel zárt, a nap nyertese egyértelműen az OTP lett: a vállalat részvényei 15%-kal értékelődtek fel. A MOL is 8,1%-ot emelkedett.

##### November 25.
Óriási mértékű, 800 milliárd dolláros (kb. 20 7656 000 000 000 forint) eszközvásárlási, illetve hitelezési programot jelentett be a Fed.
A program több csomagból tevődik össze:
- 200 milliárd dollár értékű kölcsön nyújt az eszközfedezetű értékpapírok (ABS-eket) birtokló személyeknek.
- 500 milliárd dollár értékben Fannie Mae, Freddie Mac és Ginnie Mae által kibocsátott jelzálog-fedezetű értékpapírokat vásárol.
- 100 milliárd dollár értékben megvásárolja ugyanezen ügynökségek közvetlen kötelezettségeit.

A hírre a világ tőzsdéi azonnal emelkedni kezdtek.
Litvánia miniszterelnöke Andrius Kubilius bejelentette, hogy az ország jövőre 1,5%-os recesszóba kerül.
Az amerikai mentőcsomagnak is köszönhetően, mind az itthoni, mind a régiós részvények közt az emelkedés volt a jellemző: a BUX 2,1%-os, a cseh PX 3,2%-os, az orosz RTS pedig 10,7%-os, a lengyel WIG 20 1,7%-os, a cseh PX 3,2-os, az osztrák ATX pedig 2%-os emelkedéssel zárt. Az OTP 3,4, a MOL 3,2 százalékot erősödött.

##### November 26.
Az előzetes kiszivárgott adatokkal ellentétben jóval nagyobb, nem 130, hanem 200 milliárd eurós gazdaságélénkítő csomagot jelentett be az Európai Bizottság. Ez az összeg az uniós GDP 1,5%-a. A csomagból 170 milliárdot az egyes tagállamok között osztanának szét, a maradék 30 milliárdot pedig Európai Beruházási Bank és maga a bizottság kapná meg. A pénz 2009-ben kerülhet be a gazdaságba, azért, mert ekkor várható a legnagyobb visszaesés az uniós gazdaságokban. A csomagot az EU állam- és kormányfői a december 11-12-ei csúcstalálkozójukon fogadhatják majd el.
A General Motors árfolyama 64%-kal, a Fordé 32%-kal erősödött, annak következtében, hogy a Deutsche Bank elemzője szerint nagy az esély az állami mentőcsomag elfogadására.
Rekordszintre emelkedett az USA államcsődjének a kockázata: az ötéves amerikai államkötvények CDS spreadje 52 bázispontra emelkedett, a tegnapi 50-ről.
A BUX 0,5%-os mínuszban zárt: az OTP 2,5, a MOL 1,5 százalékos mínuszban zárt. A régiós piacok közül csak a lengyel WIG-20 és a cseh PX tudott emelkedni. Az orosz tőzsde 5%-os veszteséget szenvedett el.

##### November 27.
Az S&P felminősítette Szlovákiát: a deviza-átutalási és konvertibilitási kockázatokat "AA plusz"-ról "AAA"-ra emelte. A Moody's szerint is a szlovák adórendszer például szolgálhat más közép-kelet európai országoknak is, de megjegyezte, hogy a szlovák reformpolitika lendülete kifulladóban van és a válság erősen érinti a szlovákiai gazdaság alapját adó autógyárakat, így a „szlovák csoda” meglehetősen veszélybe került. Ennek ellenére a Kia új motorgyárat tervez Szlovákiába.
A BUX enyhe 2,1%-os pluszban zárt: az OTP 2,3, a MOL 3,1 százalékos növekedéssel fejezte be a kereskedést. Régiónkban is mindenfelé az emelkedés dominált

##### November 28.
Bejelentették, hogy elbocsát 1200 embert, dolgozóinak egyötödét a Magyar Suzuki, a gyár december 20. és január 5. között leáll. A tajvani Foxconn vállalat is meneszti Komáromban mintegy ezer, Debrecenben 500 dolgozóját. Az elbocsátásokat, mindkét cég a gazdasági válság következtében kialakult keresletcsökkenéssel indokolta.
Az orosz jegybank 1%-kal szélesítette a rubel dollárra és euróra vonatkozó kereskedési sávját, ez gyakorlatilag 1%-os leértékelésnek felel meg. A további gyengülés megállítására kamatemelést is kilátásba helyezett: jövő hétfőtől 12 helyett 13 százalékos lesz az alapkamat. Nouriel Roubini (ő volt a válság megjósolója) szerint az orosz valuta továbbra is túl van értékelve.
Mind a nyugat-európai, mind a régiós tőzsdéket maga mögött hagyva 4,3%-ot emelkedett a BUX: az OTP 6,9, a MOL 5,5 százalékos drágulással fejezte be a kereskedést. A régiós tőzsdék közül a cseh PX index 2, az osztrák ATX 2,2, az orosz RTS pedig 2,3%-ot ment fölfelé. A lengyel WIG 20 1,8%-ot esett, ebben nagy szerepe volt annak, hogy az újonnan kijött makroadatok szerint a lengyel gazdaság növekedése a harmadik negyedévben 4,8%-ra csökkent 5,8 százalékról.

##### November 30.
A lengyel miniszterelnök és a pénzügyminiszter bejelentette, hogy a 91,3 milliárd złotys (24,13 milliárd eurós) válságellenes csomag elfogadására készülnek. A csomagból 60 milliárd złotyt a bankrendszerbe, 20 milliárd złotyt pedig az EU által is támogatott projektekbe pumpálnának.

#### December

##### December 1.
A National Bureau of Economic Research (Nemzeti Gazdaság-kutató Hivatal) hivatalosan is bejelentette, hogy az USA gazdasága már 2007 decembere óta recesszióban van, 1930 óta nem volt ekkora válság az országban (ez mellesleg alátámasztja Nouriel Roubini feltevéseit).

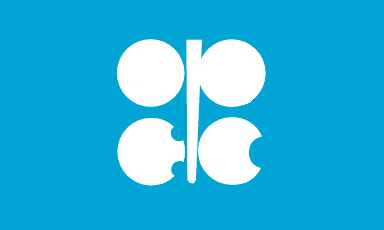
Az OPEC zászlaja

50 dollár alá csökkent az olaj ára, mivel az OPEC ülésén a várakozások ellenére nem döntött a kitermelés csökkentéséről.
A Raiffeisen Zentralbank három negyedéves profitja 32 százalékkal, 403 millió euróra esett, a vállalat részvényenkénti profitja 116,1 euróról 74,9-re esett.
Svédország is recesszióba süllyedt: az előző két negyedévben 0,1%-kal esett vissza az ország GDP-je.
Lettország 5 milliárd eurót kér az IMF-től és az EU-tól; ebből 3 milliárdot gazdasági támogatásra, 2 milliárdot a költségvetési hiány mérsékelésére fordítanának.
A BUX 2%-os mínuszban zárt: az OTP 0,8%-ot esett, a nap közben 3%-os emelkedést is mutatott, egy piaci pletykának köszönhetően, mely szerint az orosz állami Szberbank felvásárolná a vállalatot. A MOL 3,2%-ot veszített az értékéből. A régiós indexek között a BUX igen jól teljesített, legtöbbjük nagyobb eséssel zárta a napot. A forint euróárfolyama a hétvégi 258-as szint után 262 körül állapodott meg.

##### December 2.
Németország kormánya a recesszió ellenére sem kívánja csökkenteni az adóit, jelentette ki Angela Merkel német kancellár. Az uniós tagállamok legtöbbjének, így hazánknak is Németország a legnagyobb gazdasági partnere, ezért egy elhúzódó recesszió rosszul érintené az egész EU-s gazdaságot.
Veres János pénzügyminiszter szerint Magyarországnak is lehetőséget jelent, az európai uniós gazdaságélénkítő csomag (lásd: november 26.), a miniszter szerint elsősorban az export növekedésére lehet majd számítani, mondta brüsszeli sajtótájékoztatóján.
A BUX 1%-os emelkedéssel zárt: az OTP 5,6%-ot emelkedett, a MOL 1,5%-ot esett a mai kereskedés alatt. A régiós részvényindexek közül a BUX emelkedése volt az egyik legmagasabb, csak a lengyel WIG 20 volt képes megelőzni.

##### December 3.
Novemberben 250 ezerrel esett vissza a magánszektorbeli munkahelyek száma, derült ki az ADP cég tanulmányából.
Az USA szolgáltató szektorának beszerzését mérő ISM index az októberi 44,4 pont után, az elemzők által várt 42 pont helyett 37,3 pontra csökkent, ilyen alacsony értékre még sohasem volt példa (1997-óta tesznek közzé adatokat).
Novemberben 16 éves mélypontra estek vissza az amerikai autóeladások, a tegnapi adatok szerint: a 3 nagy autógyártó (Ford, General Motors, Chrysler) 30%-os visszaesésről számolt be az előző év azonos időszakához viszonyítva. A rossz helyzetben lévő General Motors és Ford leányvállalatai eladásával próbál pénzhez jutni: a General Motors a svéd Saabot, a Ford a Volvót kívánja eladni.
A Credit Suisse szerint a magyar GDP 2008-ban 1,5%-kal fog nőni, 2009-ben pedig 1-2%-kal csökken majd. A lengyel gazdasággal kapcsolatban is pesszimisták maradtak az elemzők, akik szerint idén 5%-kal fog nőni a GDP, de jövőre ez is visszaesik 2,6%-ra.
A BUX 0,2%-os eséssel zárt: az OTP 6,3%-ot esett, ezzel jóval alulteljesítette a régiós bankpapírokat; a MOL-nak 2,3 százalékkal növekedett az értéke. A régiós indexek közül: a lengyel WIG 20 2,2, a cseh PX 0,4, az osztrák ATX 2,4, az orosz RTS pedig 2,5 százalékot esett.

##### December 4.
Ismét kamatot vágtak több helyen Európában: az Európai Központi Bank a november 6-ai fél százalékos kamatvágása után ma 75 bázisponttal csökkentette irányadó rátáját, így az 2,5%-ra csökkent; a svéd jegybank is 175 bázisponttal kamatcsökkentést hajtott végre, így az alapkamat 2%-ra csökkent; továbbá a Bank of England is 100 bázispontos kamatcsökkentést hajtott végre, tehát a brit alapkamat az 1950-es évek óta a legkisebbre, 2%-ra csökkent.
A BUX 1,9%-kal emelkedett: az OTP 3,4%-ot, a MOL 0,6%-ot erősödött. A régiós részvények közül a lengyel WIG 20 3,8, a cseh PX 2,8 százalékot menetelt fölfelé. Az orosz RTS 0,6%-os mínuszban zárt.

##### December 5.

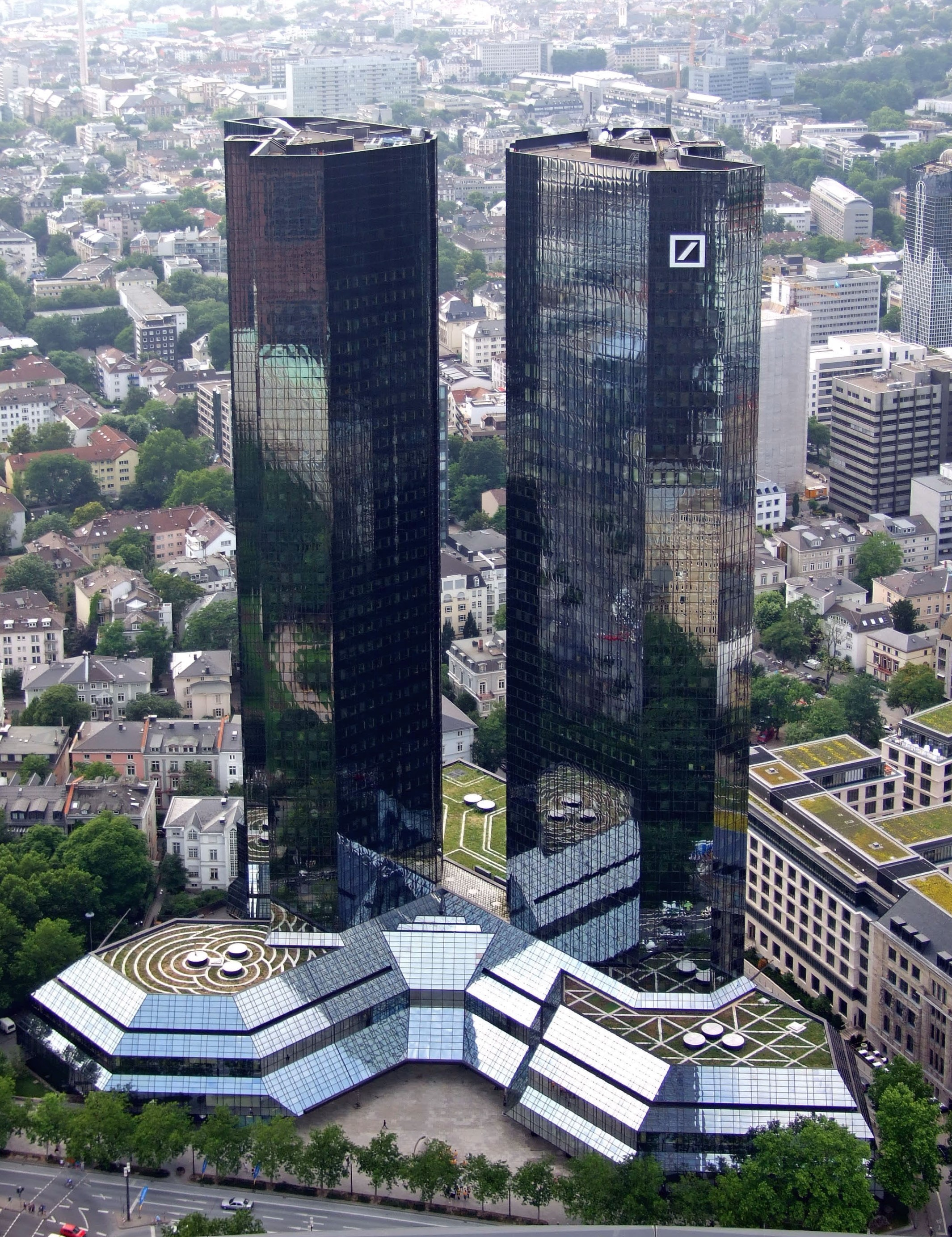
A Deutsche Bank ikertornyai Frankfurtban

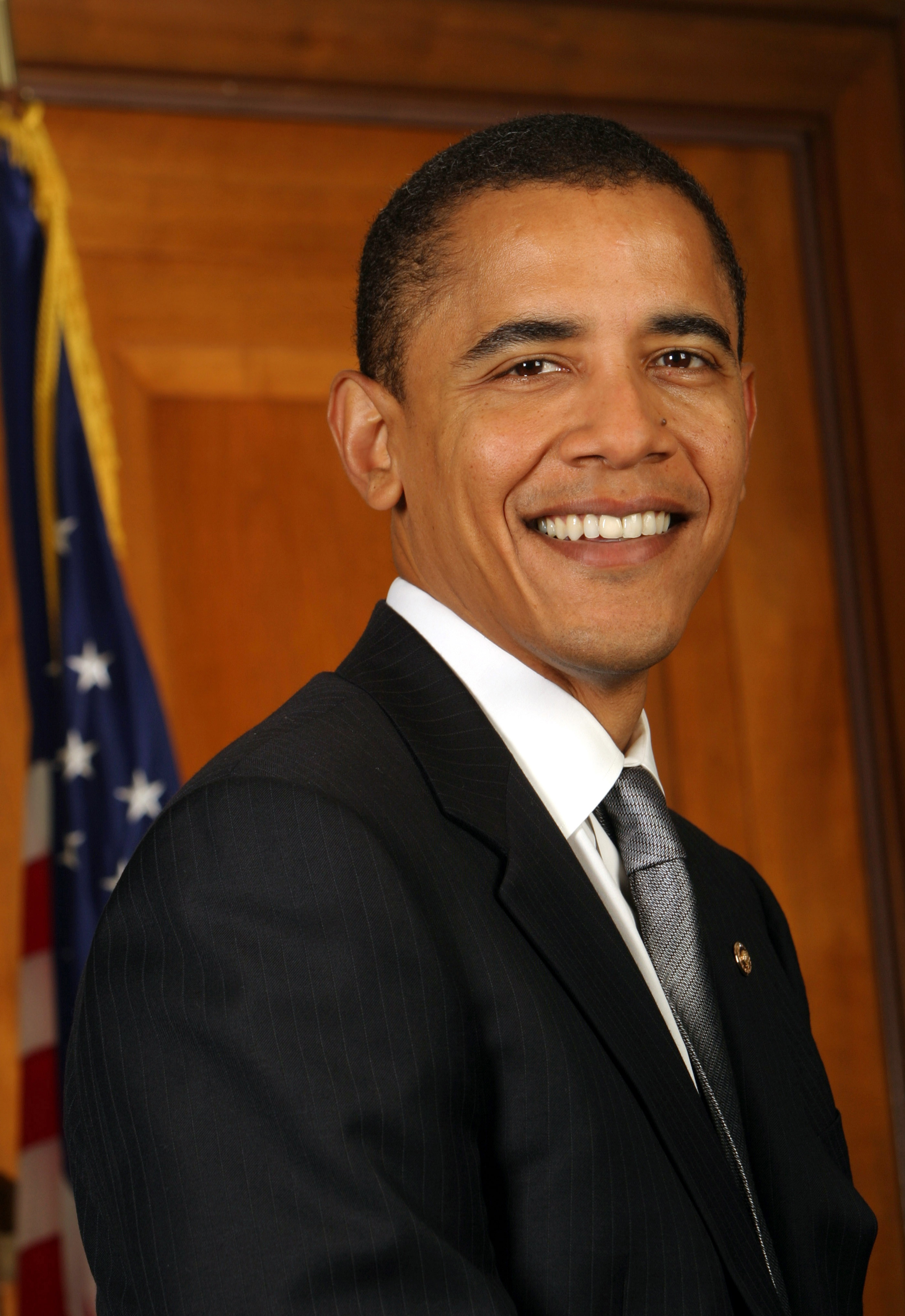
Barack Obama

A Vegyépszer Építő és Szerelő Zrt. elküldi dolgozóinak több mint egynegyedét, 250 embert.
Ismét 30 kopejkával szélesítette az orosz deviza, a rubel dollárból és euróból álló devizakosarához viszonyított árfolyamát, ami 1%-os leértékelésnek felel meg. Már múlt héten is két hasonló lépésre kényszerült az orosz jegybank.
Az USA Munkaügyi Minisztériuma bejelentette, hogy a várt 350 ezernél sokkal több, 533 ezer munkahely szűnt meg az országban, így a munkanélküliség az októberi 6,5-ről, 6,7 százalékra emelkedett, ez 1993 októbere óta a legmagasabb érték. Legutóbb 1974-ben csökkent ennyivel a munkahelyek száma az Amerikai Egyesült Államok ban.
41 dollárra csökkent az olaj ára.
A legjobb esetben 1%-kal, míg a legrosszabb esetben 4%-kal esik vissza jövőre a német gazdaság teljesítménye – mondta német Bild napilapnak adott, ma megjelent interjújában a Deutsche Bank vezető közgazdásza.
A BUX valószínűleg a német GDP-hír hatására is 2,7%-os eséssel zárt: az OTP részvényei 2,8%-kal estek, a MOL részvényei pedig 3%-kal.

##### December 6.
Barack Obama, az USA leendő elnöke még hetekkel ezelőtt bejelentette, hogy 2,5 millió munkahelyet teremt vagy őriz meg 2011-ig. Most azonban egyes részleteit is kiadta. Elsőként a középületek energiafogyasztásának korszerűsítését támogatná. Az új munkahelyeket, elsősorban kormányzati beruházásokkal hoznának létre. „Egyszerű szabályt fogunk alkalmazni: felhasználod vagy elveszíted”, jelentette ki Obama az állami támogatásokkal kapcsolatban. Továbbá, mikor januárban átveszi a hivatalát, a kongresszus által azonnal sürgetni fogja a cselekvést. „Tettekre van szükségünk, tettekre most”, mondta (az amerikai munkanélküliségről tegnap kijött rossz adatok lásd eggyel feljebb).
Nem megerősített hírek szerint az Amerikai Egyesült Államok három nagy autógyártó vállalata: a General Motors, a Ford Motor és a Chrysler 15-17 milliárd dollár áthidaló hitelt kaphat. Az egy évvel ezelőtti adatokhoz képest a General Motors forgalma 41 százalékkal, a Fordé 31-gyel, a Chrysleré 47-tel csökkent. Az áthidaló hitelt a kongresszus az energiatakarékos járművek fejlesztésének támogatására félretett összegből finanszírozná.

##### December 8.
A Magyar Nemzeti Bank rendkívüli kamatcsökkentést hajtott végre: 50 bázisponttal csökkentette irányadó rátáját, ami így 10,50%-ra esett. A döntésüket a „2008. október 22-i rendkívüli, 300 bázispontos kamatemelést alátámasztó körülmények jelentős megváltozásával” indokolták.
Az európai jegybankok a reálgazdasági teljesítményhez és az inflációhoz kapcsolódó, egyértelműen lefelé mutató kockázatok alapján jelentős kamatcsökkentésekről döntöttek az elmúlt héten. A közelmúltban a hazai gazdaság kockázati megítélése javult, a külső finanszírozásához kapcsolódó korábbi bizonytalanságok – a nemzetközi hitelcsomagnak, a bejelentett költségvetési kiigazításnak és az államháztartás kiadásait korlátozó törvény elfogadásának is köszönhetően – számottevően csökkentek.
A BUX pontosan 1%-os emelkedéssel zárt: az indexet egyértelműen az OTP húzta felfelé, a vállalat részvényei 5,6%-ot emelkedtek; a MOL 2,7 százalékos értékcsökkenéssel zárt; a Richter részvények értéke nem változott; az Egis 0,4, a Magyar Telekom 2,1 százalékot emelkedett.

##### December 9.
A most kijött negyedéves számítások alapján Magyarország GDP-je 2008 harmadik negyedévében a naptári hatással kiigazítva 0,7%-os, növekedést mutat. Ráadásul a növekedés motorja a mezőgazdaság volt (a mezőgazdaság 50% felett növekedett), ami gyakorlatban, azt jelenti, hogy a múlt évi rossz, után most pedig kiváló időjárásnak köszönhetően jó termés lett. Ezzel szemben a gazdaság minden más nagy szektora recesszióba került (lásd: a képen).
A magyar mellett más országok gazdaságáról is érkeztek hírek: a japán gazdaság 0,1 százalékkal esett vissza a harmadik negyedévben; jövőre pedig várhatóan az osztrák gazdaság 0,3, a finn gazdaság 0,5 százalékkal esik vissza. Az orosz gazdaság teljesítménye 7,5%-ról 6,2%-ra lassul a harmadik negyedévben.
A BUX 1,8%-os emelkedéssel zárta a napot: az OTP 0,6, a MOL 3,8, százalékos emelkedéssel zárt. A régiós tőzsdék közül: az osztrák ATX 5,3%-ot, a lengyel WIG 20 1,9%-ot, az orosz RTS 1,5%-ot emelkedett, a cseh PX 1%-ot esett.

##### December 10.
A most kijött adatok szerint Kína exportja 2,2%-kal esett vissza novemberben (évesített szinten). Ami óriási meglepetés, mivel az elemzők 15%-os emelkedést vártak. Az export ilyen mértékű csökkenésére 1999 óta nem volt példa. Kína importja is 17,9%-kal zuhant (az elemzők itt is nagyot tévedtek: 12%-os emelkedést vártak), erre az ország történetében még nem volt példa.
A mai kormánydöntés értelmében a magyar kormány 100-150 milliárd forintot pumpál a gazdaságba, azáltal, hogy az állami/uniós támogatások összegének 40 százalékát előlegként a szerződéskötés után 15 nappal megkapják a támogatottak. A pénzből elsősorban cégek, másodsorban önkormányzatok és civil szervezetek kapnak majd.
A BUX 0,3%-os pluszban zárt: az OTP 2,4%-ot, a Magyar Telekom 0,9%-ot emelkedett. A MOL 0,4, a Richter 1,4 százalékot ment lefelé. A régiós tőzsdéken: a cseh PX 2,5, az osztrák ATX 1,3, az orosz RTS 2,2 százalékos értéknövekedéssel zárt; míg a WIG 20 kevesebb, mint 1 százalékkal, de esett.

##### December 11.

Az Amerikai Egyesült Államok Szenátusának pecsétje

A Nemzetközi Energiaügynökség már csak mindössze 85,8 millió hordóra becsüli az egész világ idei átlagos napi kőolajfogyasztását, napi 350 ezer hordóval kevesebbre, mint novemberben becsülte, és 0,2 százalékkal kevesebbre a tavalyi fogyasztásnál. Az IEA csütörtökön megjelent, decemberi olajpiaci felmérése szerint a világ kőolajfogyasztása csökken, erre 25 éve nem volt példa.
A most kijött adatok szerint az USAban 3,8 százalékkal kevesebbet költöttek az emberek, mint októberben, erre 5 éve nem volt példa. Októberben is 1,5 százalékkal esett vissza a forgalom. A visszaesés nem csak kevesebb vásárlást jelent, hanem azt is, hogy az árak csökkennek, illetve a vevők az olcsóbb árukat vesznek. Továbbá az olaj árának esése is komoly szerepet játszott az érték kialakulásában.
Az amerikai képviselőház 231-170 arányban elfogadta a három nagy autógyár (General Motors, Ford, Chrysler) megmentésére vonatkozó javaslatot, de a kért 34 milliárd dollárnyi segítséget helyett csak 14 milliárd dollárt adnak. A Ford csak hitelkeretet kért, de a General Motorsnak és Chryslernek azonnali segítségre van szüksége. Bár a javaslat még a szenátus elfogadására vár, ahol a republikánus többség következtében kétséges az átmenetele.
Az orosz gazdasági miniszterhelyettes nyilatkozata szerint az idei évi átlagos orosz GDP-növekedési ütem még a legutóbbi hivatalos, 6,8%-os előrejelzésnél is alacsonyabb lesz. A Goldman Sachs 2009-ben 0,5%-os éves átlagos bővülést vetít előre Oroszországnak az idei 6,2% után. A Consensus Economics novemberi előrejelzése 4,0% volt 2009-re. A Danske Bank is csak 2,5%-os bővüléssel számol egy friss térségi elemzésében.

##### December 12.
A szenátus a várakozásokkal ellentétben nem szavazta meg az amerikai autógyárakat megsegíteni kívánó csomagot. Az érintett autógyártók összeomlottak a hírre, a General Motors 36, a Ford pedig 15%-ot esett a nyitás előtti kereskedésben. De az ázsiai autógyárak is megsínylették az elutasítást: a Honda 12,5, a Toyota 10,1%-ot zuhant, míg a Hyundai 6,7, a Kia 6,4%-kal értékelődött le. A dollár pedig 13 éves mélypontra esett a japán jennel szemben.
Valószínűleg az orosz gazdasági prognózisok és az autó-mentőcsomag elutasítása következtében szinte az egész világon estek a tőzsdék, így a BUX is 5,5%-os mínuszban zárt. A nap vesztese egyértelműen az OTP volt, a bankpapírok 10 és fél százalékkal értékelődtek le. A MOL 6, a Magyar Telekom 3,5, a Richter 2,7 százalékot esett. A régiós tőzsdéken: a lengyel WIG 20 3,6, a cseh PX 2,9, az orosz RTS pedig 2,7%-ot esett.

##### December 13.
A Fidesz a hétfői parlamenti szavazáson támogatni fogja az úgynevezett bankmentő csomagot (lásd: november 6.) – mondta Varga Mihály a Fidesz évadzáró választmányi ülésén.

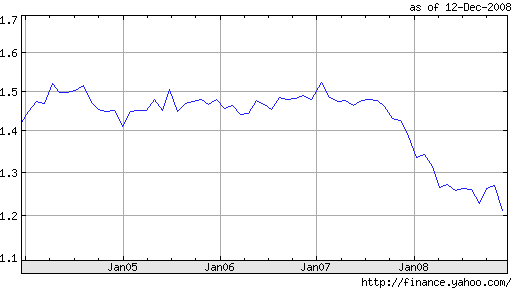
A font euróárfolyama 5 éves távlatban, december 12-ig.

##### December 15.
A svéd Electrolux közleménye szerint több mint 3 ezer embert bocsát el, akiknek az elküldését már az idén megkezdik. A leépítés negatívan érintheti a közel 5 ezer embert foglalkoztató magyarországi leányvállalatát is.
A harmadik negyedévben 6,8 százalékra mérséklődött a bolgár GDP növekedés a második negyedéves 7,1 százalékról, de még ez az érték is meghaladja a statisztikai hivatal által előzetesen becsült 5,6 százalékos növekedési ütemet.
A Pápai Hús Zrt. állami garancia mellett 5,5 milliárd forint hitelt is kap 15 éves futamidőre – jelentette be Gőgös Zoltán, a Földművelésügyi és Vidékfejlesztési Minisztérium államtitkára.
Új történelmi mélypontjára gyengült az angol font az euróval szemben, több mint 90 pennyt kellett adni egy euróért. A deviza leértékelődése mögött a brit recesszió további súlyosbodása áll, továbbá, hogy az új adatok szerint tovább csökkentek a lakásárak decemberben.
A BUX 1,6%-os eséssel zárta a kereskedést: az OTP 1,4, a MOL 0,2, a Richter 4, a Magyar Telekom 0,5, az Egis pedig 0,2 százalékot menetelt lefelé. A régiós piacokon: a lengyel WIG 20 2,3, a cseh PX 1,6, az orosz RTS 5,7 százalékot esett.

##### December 16.
Mind az ukrán, mind az orosz gazdaságról hírek érkeztek. Azonos év azonos hónapjához viszonyítva az ukrán GDP novemberben 14,4%-kal esett vissza, az ukrán gazdasági minisztérium 3,5-4 százalékos növekedéssel számol éves szinten 2008-ban. Szintén azonos év azonos hónapjához viszonyítva az orosz ipari termelés 8,7%-kal csökkent. 2008 első 11 hónapjában az orosz ipari termelés mindössze 3,7 százalékkal növekedett, míg 2007 azonos időszakában a növekedés még 6,3 százalék volt.
2,1 milliárd dolláros nettó veszteségről számolt be a Goldman Sachs a negyedik negyedévre vonatkozólag, erre nem volt példa, mióta jelentéseket ad ki, azaz 1999 óta. Az elemzők sem számítottak erre: a kamatkiadásokkal csökkentett bevételt 662 millió dollárra becsülték, míg az mínusz 1,58 milliárd dollárra rúgott a negyedévben.
Az Eurostat közlése szerint 2008 harmadik negyedévben, 1995 óta folytatott gyűjtése során először, csökkent a foglalkoztatottak száma az euróövezetben. A foglalkoztatottság 0,1 százalékkal, 80 ezer fővel esett vissza, 146,1 millióra.
Gyurcsány Ferenc miniszterelnök mai bejelentése szerint törvényben rögzítenék a Pénzügyi Szervezetek Állami Felügyelete (PSZÁF) jogkörének kibővítését.
A BUX 0,4%-os csökkenéssel zárta a napot: az OTP 0,9, a Richter 2,4 százalékot emelkedett, míg a MOL 3,6, az Egis 2,2, a Magyar Telekom 0,4 százalékos értékcsökkenést szenvedett el.

##### December 19.
Az USA államfője hivatalosan is bejelentette, hogy a 700 milliárd dolláros pénzügyi mentőcsomagból, az autószektorba is pumpálnak pénzt, a kiszivárgott híreknek megfelelően összesen 17,4 milliárd dollárt. Ebből 13,4 milliárd dollár hamarosan elérhető lesz a Chrysler és a General Motors számára. A Ford nyilatkozata szerint, a jelenlegi körülmények között mentőcsomag nélkül is tudja folytatni működését.

##### December 21.
Az USA után (lásd: december 19.), a kanadai kormány és Ontario 3,29 milliárd dollárnyi hitelt kíván nyújtani a detroiti hármak (Chrysler, General Motors, Ford) kanadai leányvállalatainak. Ontario tartomány 1,3, a kanadai kormány pedig 2,7 milliárd kanadai dollárnyi hitelt nyújt a detroiti autógyártók kanadai leányvállalatainak.

##### December 22.
Az előzetes várakozásoknál sokkal nagyobb, 7,5 milliárd euró (10,5 milliárd dollár) értékű pénzügyi segítséget kap Lettország az IMF-től és az EU-tól. A csomaghoz az IMF egy 27 hónapos készenléti hitel keretében 2,4 milliárd dollárt is biztosít. A lett parlament még december 12-én elfogadta azt a megszorító csomagot, amely többek között 15%-os közalkalmazotti bércsökkentést tartalmazott és a csomag megszerzéséhez volt szükséges.
A 7,5 milliárd euró több helyről gyűlik össze:
- 3,1 milliárd eurós hitelt kap az Európai Uniótól
- 1,7 milliárd eurót kap a Nemzetközi Valutaalaptól
- 400 millió eurót kap a Világbanktól
- A maradék összeget pedig a skandináv országok adják (Dánia, Norvégia, Svédország)[224]

A Magyar Nemzeti Bank 50 bázisponttal 10,5-ről, 10 százalékra mérsékelte irányadó kamatlábát, a Monetáris Tanács mai ülésén. Ezzel már az október 22-ei 300 bázispontos emelés felét visszavették.

„A Monetáris Tanács továbbra is úgy látja, hogy az infláció – az elmúlt időszakban megfigyelt tendenciáknak megfelelően – tovább mérséklődhet, és a monetáris politika számára releváns horizonton jóval a 3 százalékos cél alá kerülhet. Emellett a globális dekonjunktúra rontja a hazai növekedési kilátásokat, a gazdaság jövőre várható visszaesését 2010-ben csak lassú élénkülés követheti.
A monetáris politikának az inflációs és reálgazdasági szempontok mellett továbbra is figyelmet kell fordítania a pénzügyi közvetítő rendszer stabilitásának megőrzésére és a tőkeáramlások folytonosságának biztosítására. Az ország megítélésének októberben megfigyelt radikális romlása után a külső finanszírozást övező kockázatok fokozatosan mérséklődtek. A bizonytalanság azonban ezzel együtt is számottevő, a monetáris politika továbbra is szűk mozgástérrel rendelkezik.
A nemzetközi környezetben végbement kedvezőtlen folyamatok tartósan is megváltoztathatják a magyar gazdaság külső forrásbevonási feltételeit. A globális kockázatvállalási hajlandóság hosszabb távon is a válság előtti szint alatt maradhat, ami a hazai gazdasági szereplők alkalmazkodását, a kiadások és jövedelmek közötti különbség tartós csökkentését teszi szükségessé.
A Monetáris Tanács a várható gazdasági lassulással és erőteljes dezinflációval összhangban a monetáris kondíciók lazításának folytatása mellett döntött. Amennyiben a tőkeáramlások folytonossága és a pénzügyi közvetítő rendszer stabilitása lehetővé teszi az alapkamat a következő hónapokban tovább csökkenhet.”

– Közlemény a Monetáris Tanács 2008. december 22-i üléséről
Magyar Nemzeti Bank
Monetáris Tanács

A BUX 1%-os emelkedéssel zárt: az OTP és a MOL 0,4, a Magyar Telekom 0,9, az Egis 3 százalékos eséssel zárt. A Richter 5,5%-ot emelkedett. A lengyel WIG 20 1,9%-ot csökkent, az orosz RTS 3,6%-kal került feljebb, a cseh PX 0,2, az osztrák ATX pedig 3%-kal emelkedett.

##### December 23.
Lengyelország 975 millió dollár értékű hitelt kap a Világbanktól. A Világbank közlése szerint: „Miközben a külső feltételek megnehezedtek és egyértelművé vált, hogy Lengyelország nem érzéketlen minderre, a Világbank megbízik a kormányzat gazdaságpolitikájában.” Emellett a lengyel jegybank az elemzők által várt 50 bázispont helyett, 75 bázisponttal 5 százalékra csökkentette irányadó rátáját.
Az Amerikai Egyesült Államok gazdaságának teljesítménye 0,5 százalékkal zsugorodott. Évesítve szintén, a 2008 harmadik negyedévében, áll a ma közzétett értékelésben. Szintén az USA-ban novemberben 8,6 százalékkal csökkent a használt lakások eladása, mint egy hónappal korábban, de az új lakásokra is tovább csökkent a kereslet: az évesített tényadat 407 ezer egység lett, míg a korábbi októberi adatot 433 ezerről 419 ezerre módosította a Kereskedelmi Minisztérium.
2008. októberben a magyar külkereskedelmi forgalom: exportban 7, importban 6 százalékkal csökkent, mint egy évvel korábban, miközben 2008. január–októberben a kivitel 6, a behozatalé 7 százalékkaka haladta meg az előző év azonos időszakának szintjét.
A BUX 2,4%-ot esett: a MOL 4,6, az OTP 2,4, a Richter 3,6, az Egis 2,2 százalékot menetelt lefelé. A Magyar Telekom 0,2%-ot emelkedett. A régiós tőzsdéken: a lengyel WIG 20 0,2, a cseh PX 3,2, az orosz RTS 3,8, az osztrák ATX 1,2 százalékot emelkedett.

##### December 23–27.
A karácsony következtében a piacokon nem tapasztalható nagy forgalom, szintén az ünnepek miatt nem érkeznek gazdasági kimutatások a legtöbb helyről.

##### December 29.
A francia gazdaság egyelőre nem süllyedt recesszióba: a harmadik negyedévben 0,1 százalékos növekedett az ország GDP-je a második negyedévhez képest – a francia statisztikai hivatal által ma nyilvánosságra hozott végleges adatok szerint.
A BUX 1,93 százalékos csökkenéssel zárt: a MOL árfolyama 4,61 százalékkal, az OTP részvények ára 1,75 százalékkal, a Magyar Telekom 2 százalékkal, az Egis 0,3 százalékkal esett a kereskedés alatt. A Richter 0,9%-ot emelkedett.

### 2009

#### Január

##### Január 19.
Az elemzői és befektetői várakozásokkal összhangban fél százalékponttal, 9,5 százalékra csökkentette az irányadó kamatot a jegybank monetáris tanácsa.

„1. A Monetáris Tanács a 2009. január 19-i ülésén a gazdasági és pénzügyi folyamatokat áttekintve 2009. január 20-i hatállyal 10%-ról 50 bázisponttal 9,5%-ra csökkentette a jegybanki alapkamatlábat.
Indoklás
A Monetáris Tanács megítélése szerint az előttünk álló időszakban a középtávú céltól elmaradó infláció és jelentős mértékű gazdasági visszaesés várható.
Az elmúlt hónapban beérkezett adatok arra utalnak, hogy a reálgazdasági kilátások tovább romlottak. A hazai ipari termelés a vártnál nagyobb mértékben esett vissza, miközben a nemzetközi konjunktúraindikátorok gyengébb külső keresletet vetítenek előre. Mindezek a korábban vártnál alacsonyabb inflációs környezetet valószínűsítenek.
A monetáris politikának az inflációs és reálgazdasági szempontok mellett továbbra is kiemelt figyelmet kell fordítania a pénzügyi közvetítő rendszer stabilitásának megőrzésére és a tőkeáramlások folytonosságának biztosítására. Az elmúlt időszakban a külső finanszírozást övező kockázatok fokozatosan mérséklődtek, a pénzügyi közvetítő rendszer sokktűrő képessége javult. A bizonytalanság azonban ezzel együtt is számottevő, a monetáris politika továbbra is szűk mozgástérrel rendelkezik.
A Monetáris Tanács a várható gazdasági visszaeséssel és erőteljes dezinflációval összhangban a monetáris kondíciók lazításának folytatása mellett döntött. Amennyiben a tőkeáramlások folytonossága és a pénzügyi közvetítő rendszer stabilitása lehetővé teszi, az alapkamat a következő hónapokban tovább csökkenhet.
Bár 2008-ban a fogyasztói árindex jelentősen mérséklődött, végig meghaladta a középtávú célként kitűzött 3 százalékos értéket, és az év utolsó hónapjától eltekintve kívül esett a ±1%-os toleranciasávon is. Az éves átlagos infláció 2008-ban 6,1 százalék volt, a fogyasztói árindex azonban decemberben 3,5 százalékra csökkent.
Az infláció mértéke 2006 második felében lépett ki a tolerancia sávból. 2006-2007-ben a magas áremelkedési ütemet jelentős részben a költségvetési kiigazításhoz kapcsolódó áremelő intézkedések idéztek elő. Ezzel szemben 2008-ban a magas inflációt főleg globális eredetű költségsokkok okozták, melyek az év második felében mérséklődtek.
A célnál magasabb infláció kialakulásában jelentős szerepet játszott, hogy az élelmiszer és nyersanyagárak 2008 közepéig rendkívül gyorsan, és előre nem látható mértékben emelkedtek. A monetáris politika késleltetve fejti ki hatását az inflációra, a 2008-as inflációs folyamatokra döntően a 2006-2007-es monetáris politika tudott hatást gyakorolni. Az élelmiszer és nyersanyagárak emelkedésének inflációs hatását csak a monetáris kondíciók gyors és drasztikus szigorításával lehetett volna teljes mértékben ellensúlyozni. Erre egyrészt 2008 februárjáig az árfolyamsáv miatt nem volt lehetőség, másrészt a túlzott reálgazdasági költségek miatt a Monetáris Tanács ezt nem is látta indokoltnak. A Monetáris Tanács a költségsokkok másodlagos hatásait elkerülendő szigorította a monetáris kondíciókat.
A 2008 őszéig lezajlott dezinfláció azonban még az előre nem látható sokkok hatásának kiszűrése után is lassabb volt a jegybank várakozásainál. Ennek egyik oka az volt, hogy 2007-ben az MNB még úgy vélte, a fiskális kiigazítás következtében csökkenő belföldi kereslet számottevően fogja mérsékelni az áremelkedés ütemét. A bekövetkezett kereslet-visszaesés csökkentette az inflációt, ennek mértéke azonban a vártnál kisebb volt. A potenciális növekedési ütem mérséklődését ugyan a jegybank folyamatosan jelezte, annak mértéke valószínűleg nagyobb volt a vártnál. Emiatt 2008 őszéig a kereslet visszaesése nem vezetett a gazdaság kihasználatlan kapacitásainak számottevő növekedéséhez, így a dezinflációs hatása is kisebb volt.
A vártnál lassabb dezinflációhoz a munkapiaci folyamatok is hozzájárultak. A fajlagos munkabérköltségek alapján a versenyszféra a bérezési döntéseknél nem alkalmazkodott elég gyorsan a kedvezőtlen konjunkturális kilátásokhoz. Valószínűsíthető, hogy az elmúlt évek tartósan magas inflációja a gazdasági szereplők inflációs várakozásait is magasan tartotta.
A Monetáris Tanács meglátása szerint a 2008 végén végbement dezinfláció folytatódni fog, és az inflációs cél már 2009-ben is teljesülhet. A Monetáris Tanács kitüntetett figyelmet fordít arra, hogy az infláció csökkenése tartós legyen. Az árstabilitás fenntartását segítheti, ha a gazdaság szereplői a jövőben a jegybank inflációs céljával összhangban hozzák meg árazási és bérezési döntéseiket.”

– Budapest, 2009. január 19.
Magyar Nemzeti Bank
Monetáris Tanács

A döntést követően a forint euróárfolyama történelmi mélyponton a forint, 286,75-re csökkent, bár a gyengülésben valószínűleg az is szerepet játszott, hogy a kormány jelezte, felemelheti a költségvetési hiány idei célszintjét – 2,6-ról 2,9 százalékra.

##### Január 20.
Az Európai Unió pénzügyminiszterei megszavazták a Lettországnak nyújtandó 3,1 milliárd eurós hitelt, a pénzügyi válság negatív következményeinek ellensúlyozására. A 3,1 milliárd euró része annak a 7,5 milliárd eurós nemzetközi hitelcsomagnak, amelyhez az Európai Unió mellett a Nemzetközi Valutaalap, a Világbank, illetve kelet-európai és skandináv országok adnak. Lettországot különösen érzékenyen érinti a globális gazdasági válság: tavaly a hazai össztermék (GDP) az európai bizottság előzetes adatai szerint 2,3 százalékkal zsugorodott. Az idén 7 százalékos visszaesést várnak.
A francia kormány 5-6 milliárd eurós támogatást ajánl az autógyártóknak – jelentette be Francois Fillon kormányfő. Carlos Ghosn, a Renault elnöke jelezte: „a szektor túlélése forog kockán, az eddig Európában meghozott intézkedések elégtelenek a válság átvészeléséhez, s a krízis neheze még hátravan.”
Újabb történelmi mélypontot érintett a forint: 12.30-kor az euró árfolyama elérte a 288,51-es szintet, majd 285 körüli árfolyamon állapodott meg, szakértők szerint rövid távon még a 300 forintos euró is elképzelhető. A forint gyengülésében valószínűleg az is közrejátszott, hogy a nemzetközi piacokon a dollár erősödött, viszont az euró és az angol font gyengült: ennek fő oka az Európai Bizottság előző nap publikált, mély recessziót előrevetítő jelentése. Az angliai valuta zuhanásának hátterében az áll, hogy az újabb 100 milliárd fontos brit bankmentő csomag a pénzügyi rendszer elhúzódó válságát jelzi. A szakértők szerint idén akár a GDP 8 százalékánál is nagyobb lehet a brit deficit.

##### Január 21.
A német kormány lefelé módosította az idei évre vonatkozó növekedési előrejelzését: az októberben előrejelzett 0,2 százalékos idei évi növekedéssel szemben 2,25 százalékos visszaesésre számít 2009-ben.
Bajnai Gordon nemzeti fejlesztési és gazdasági miniszter az Autóipari Versenyképességi Munkacsoport ülése utáni sajtótájékoztatón azt mondta az autóipari szakemberek felvetésére, miszerint a kormány azzal is ösztönözhetné a késztermékek vásárlását, hogy eltörli a regisztrációs adót, a miniszter kijelentette: „megvizsgálják ezt a lehetőséget, de ez mindenképpen csak úgy képzelhető el, hogy ha az adókiesést más forrásból kompenzálni lehet.” A munkacsoport tagjai üdvözölték azt a pályázati lehetőséget, amelynek eredményeként a csökkentett munkaidőben foglalkoztatott alkalmazottak bérének és járulékainak egy részét megtéríti az állam. Erre jelenleg 16 milliárd forint áll rendelkezésre állami forrásból, és további 50 milliárd csoportosítható át az Európai Uniótól kapott forrásokból, amennyiben ezt engedélyezi az, mondta Bajnai. A helyzet súlyosságát az is jelzi, hogy a 110 ezer autóipari alkalmazottból már 5-8 ezret elbocsátottak, de további 15-20 ezer alkalmazottól is megválhat az iparág, amely a teljes magyar export negyedét adja.

##### Január 23.
Kevéssel 14 óra előtt ismét új történelmi mélypontra süllyedt a forint: az euróval rövid ideig a 291,20-as szinten kereskedtek. A gyengülésbe ismét belejátszott a dollár erősödése, ami leértékeli a feltörekvő országok devizáit (a lengyel złoty négy és fél éves mélypontra zuhant és a cseh korona is nagyot gyengült). A magyar fizetőeszköz erősödését a szakértők szerint az is gátolja, hogy a kormány még mindig késlekedik a szerkezeti reformokkal, továbbá az ország megítélését rontja a napokban napvilágra került áfa-emelési tervek. A szakértők szerint nem várható változás az MNB monetáris politikájában, így a forint védelmében való beavatkozás helyett még kamatcsökkentés is elképzelhető. Gyurcsány Ferenc miniszterelnök szerint: „A jegybankkal együttműködve, azért kell tenni, hogy a magyar forint értékállóságát biztosíthassuk, és elkerüljük a nagyon gyors árfolyammozgásokat.” „Mindenhez lehet alkalmazkodni, de ahhoz nem, ha nagyon gyorsan, napról napra változik az árfolyam” – tette hozzá.
Az OTP 2240 forinton zárt, ami nagy, 4,7 százalékos csökkenést jelent a csütörtöki zárószintjéhez képest.

##### Január 30.
A forint-euró árfolyam 299,09-es szintre süllyedt, minden korábbi rekordot megdöntve.

#### Február

##### Február 3.
Az euró átlépte a lélektani határnak tartott 300 Ft-os árfolyamot.

#### Március

##### Március 5.
Az aznapi kereskedés első másfél órájában újabb hatalmas mélypontra zuhant az OTP árfolyama. A reggel még 1500 forinton is járt bankpapír árfolyama 8 százalékos gyengüléssel 1370 forintra esett. Ilyen mélyen az OTP-részvények legutóbb hét és fél évvel korábban, 2001 októberében jártak.

##### Március 6.
317 forint feletti szintet ért el az euró.

##### Március 11.
Az euró árfolyama lassú ereszkedés után újra visszatért a 300 Ft körüli értékre.

## Lásd még vagy külső hivatkozások
- A globális gazdasági válság hatásai a védelmi kiadásokra
- Dánia Gazdasága 5. bekezdés Archiválva 2012. március 24-i dátummal a Wayback Machine-ben
- Közgyűlési beszámoló a megyei VOSZ-elnökség ötéves tevékenységéről 1. pont utolsó bekezdés